# Escola de Sargentos das Armas
A Escola de Sargentos das Armas (ESA) é um estabelecimento de ensino superior (nível tecnólogo) do Exército Brasileiro. Sua sede está situada na cidade de Três Corações no estado de Minas Gerais. É responsável pela formação de sargentos combatentes de carreira das Armas de infantaria, cavalaria, artilharia, engenharia e comunicações do Exército.
Para esse fim seleciona, anualmente, jovens de todas as partes do Brasil, mediante concurso público, oferecendo-lhes ensino militar destinado a aprimorar-lhes o caráter e desenvolver-lhes a capacidade física, também proporcionar, aos futuros sargentos - elos entre o Comando das Organizações Militares e a tropa - sólido embasamento militar.
O seu aquartelamento está sediado às margens do rio Verde. A estrutura é composta por alojamentos, refeitórios, salas de aula, laboratório, espaço cultural, biblioteca, auditório, posto médico, capelania militar, parque de pontes e uma extensa área desportiva constituída por ginásios, campo de futebol, pista de atletismo, piscina, campo de polo, pista hípica e pista de corda. Possui dois campos de instrução: o do Atalaia, com área de 4,6 km² e o General Moacyr Araújo Lopes, CIGMAL, este com área de 20 km², distante cerca de 40 km de Três Corações.

## História

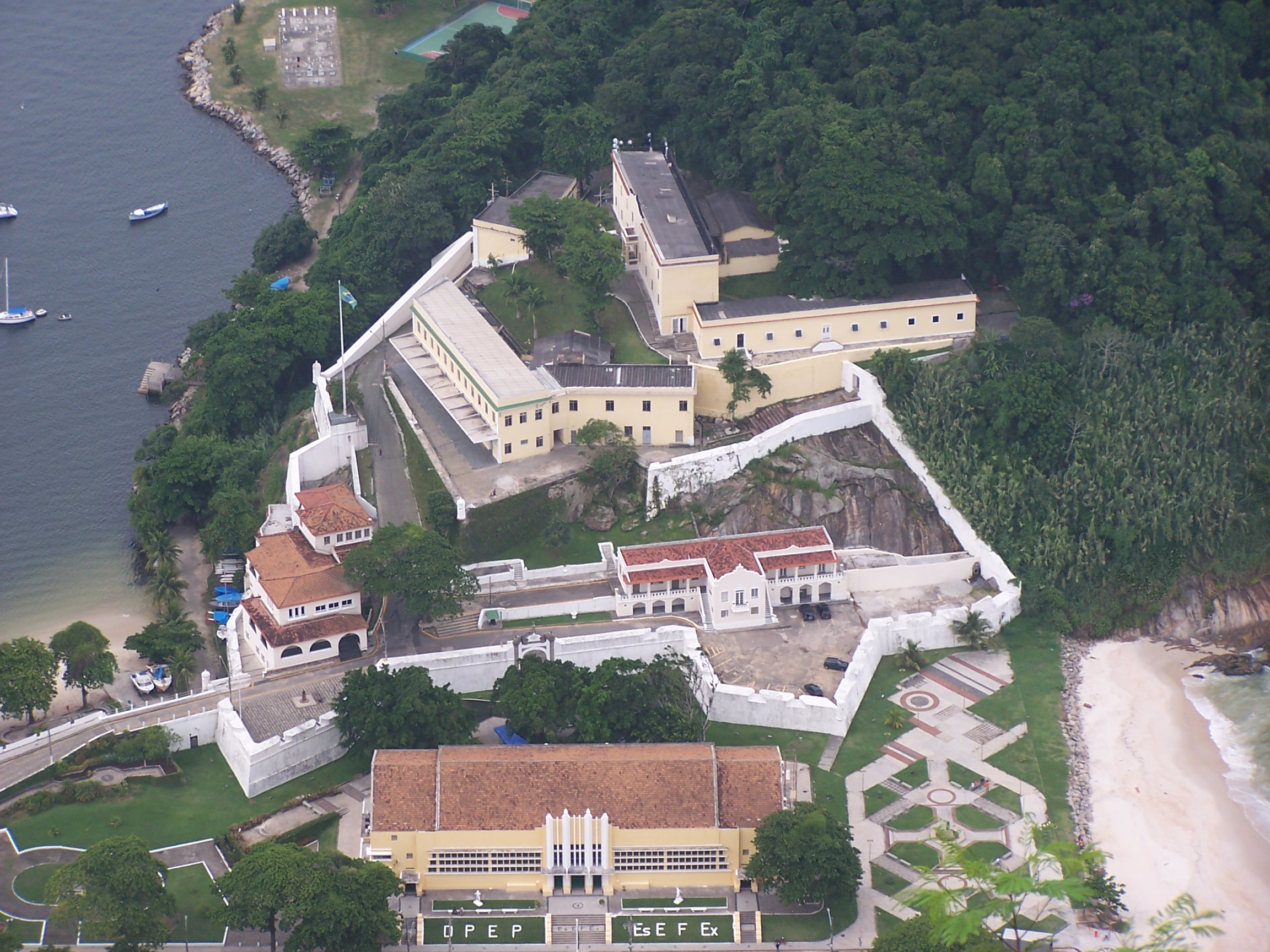
Fortaleza de São João: primeiro aquartelamento no qual o Curso de Formação de Sargento se instalou.

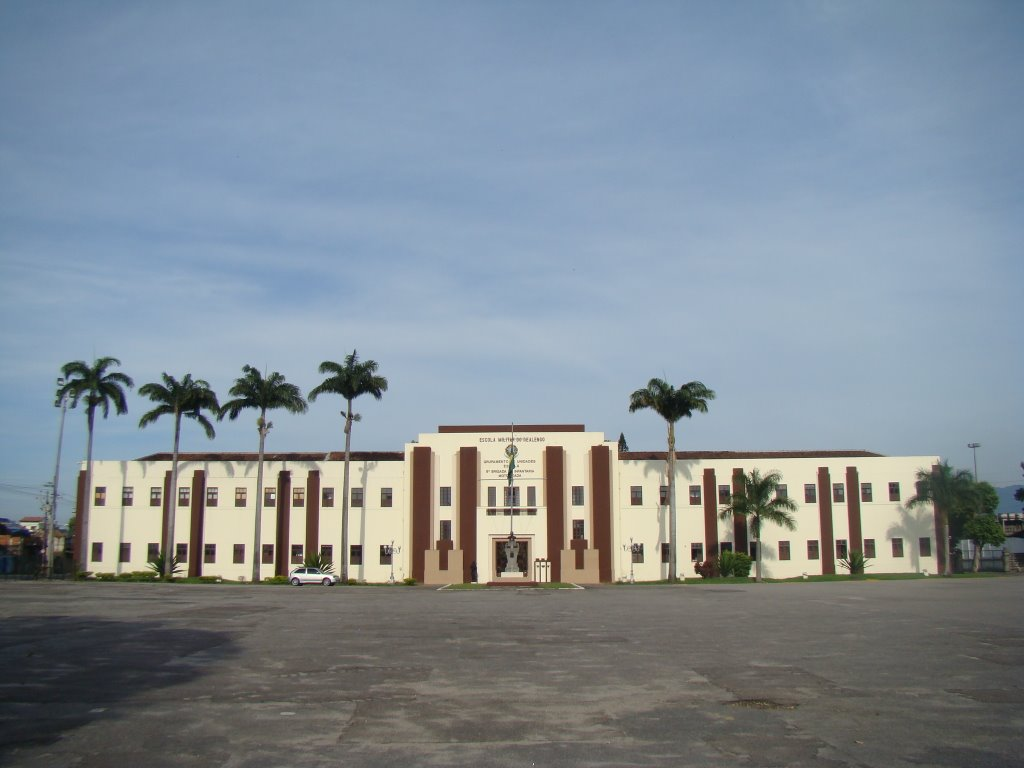
O quartel onde funcionou a Escola Militar do Realengo, no Rio de Janeiro, foi o primeiro aquartelamento da recém criada Escola de Sargentos da Armas (ESA), em 21 de agosto de 1945

### Escola de Sargentos/Escola de Sargentos de Infantaria
A formação do sargento combatente do Exército Brasileiro teve sua origem, como curso sistematizado, teve sua origem na Ordem do Dia Nº 552, de 28 de maio de 1894, por meio do Decreto Nº 1.199 de 31 de dezembro de 1892, do Vice-Presidente da República dos Estados Unidos do Brasil que aprovou o Regulamento para a Escola de Sargentos. Este documento fez referência às Armas de Infantaria, Cavalaria, Artilharia e Engenharia.
Segundo consta no seu regulamento, o Curso funcionou na Fortaleza de São João, no bairro da Urca, na cidade do Rio de Janeiro, antiga Escola de Aprendizes Artilheiros.
Teve como seu primeiro comandante o Coronel de Artilharia Hermes Rodrigues da Fonseca, sendo extinta em 17 de Dezembro de 1897.
Retornou a funcionar novamente após aprovação do Regulamento da Escola de Sargentos de Infantaria - ESI, no dia 10 de janeiro de 1920, pelo presidente Epitácio Pessoa.

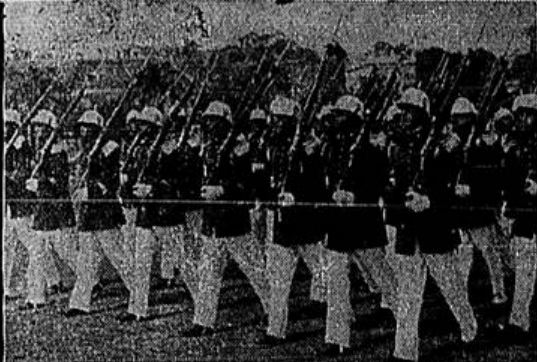
ESI - Na Parada de São Cristóvão, assistida pelo chefe do Governo

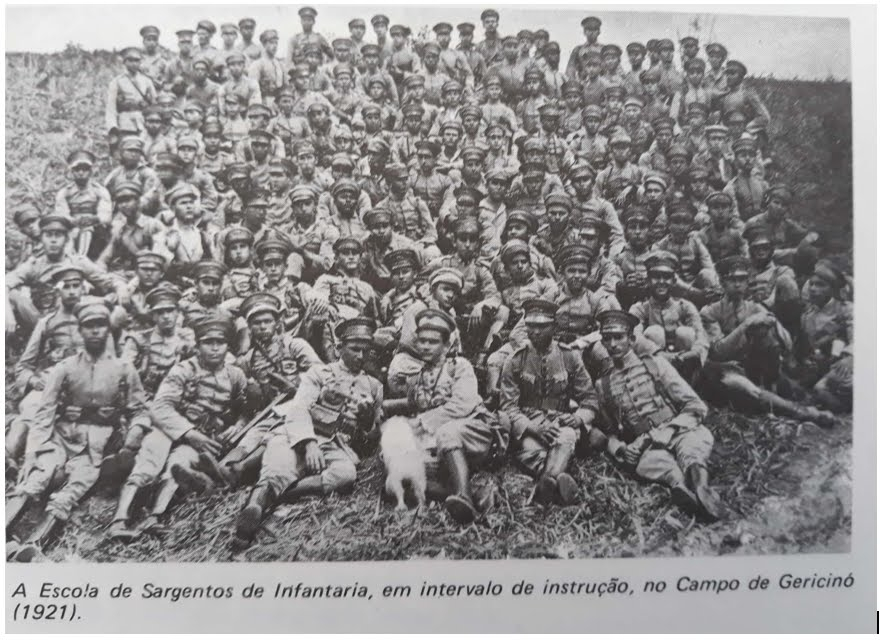
Escola de Sargentos de Infantaria, em intervalo de instrução, no Campo de Gericinó (1921)

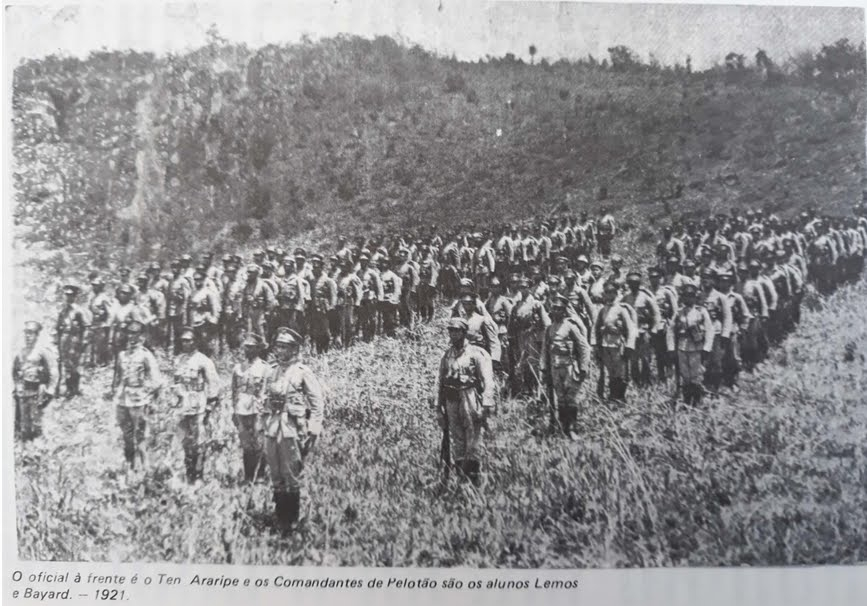
Pelotões do Curso de Sargentos de Infantaria - Campo de Gericinó - 1921

### Escola de Sargentos das Armas
A ESA foi criada no dia 21 de agosto de 1945, ao término da Segunda Guerra Mundial, por meio do Decreto Nº 7.888, originária da Escola de Sargentos de Infantaria - ESI, ofereceu os cursos de formação de sargentos nas Armas de Infantaria, Cavalaria, Artilharia e de Engenharia. Ocupou, inicialmente, parte das instalações da extinta Escola Militar do Realengo, no Rio de Janeiro-RJ . A primeira turma graduou-se em 1946. Quatro anos mais tarde, foi transferida para Três Corações-MG. Comandava a Escola o Tenente Coronel de Infantaria Miguel Lage Sayão, seu segundo comandante.
No ano de 2017, por meio da Portaria nº 194, de 9 de maio de 2017, o General de Divisão Sérgio da Costa Negraes - Secretário-Geral do Exército,  alterou a data de aniversário da ESA de 21 de agosto de 1945 para 28 de maio de 1894, data de criação de seu elemento formador, a "Escola de Sargentos".

#### Antecedentes
O 14º Regimento de Cavalaria (14º RC) iniciou sua organização no dia 2 de janeiro de 1918, na cidade de Campanha, conforme consta no Boletim Interno nº 1, deste Regimento:
"(...)
INSTALLAÇÃO
Tendo sido por Decreto de 14 de Novembro do anno findo, transferido do quadro supplementar para este Regimento que, em virtude do Aviso nº 852, de 9 de Novembro ainda no anno findo, passou a ter effectivo e havendo sido designado o Estado de MInas e esta cidade para o seu aquartellamento; nesta data assumo o seu commando iniciando a sua organização."
(...)"

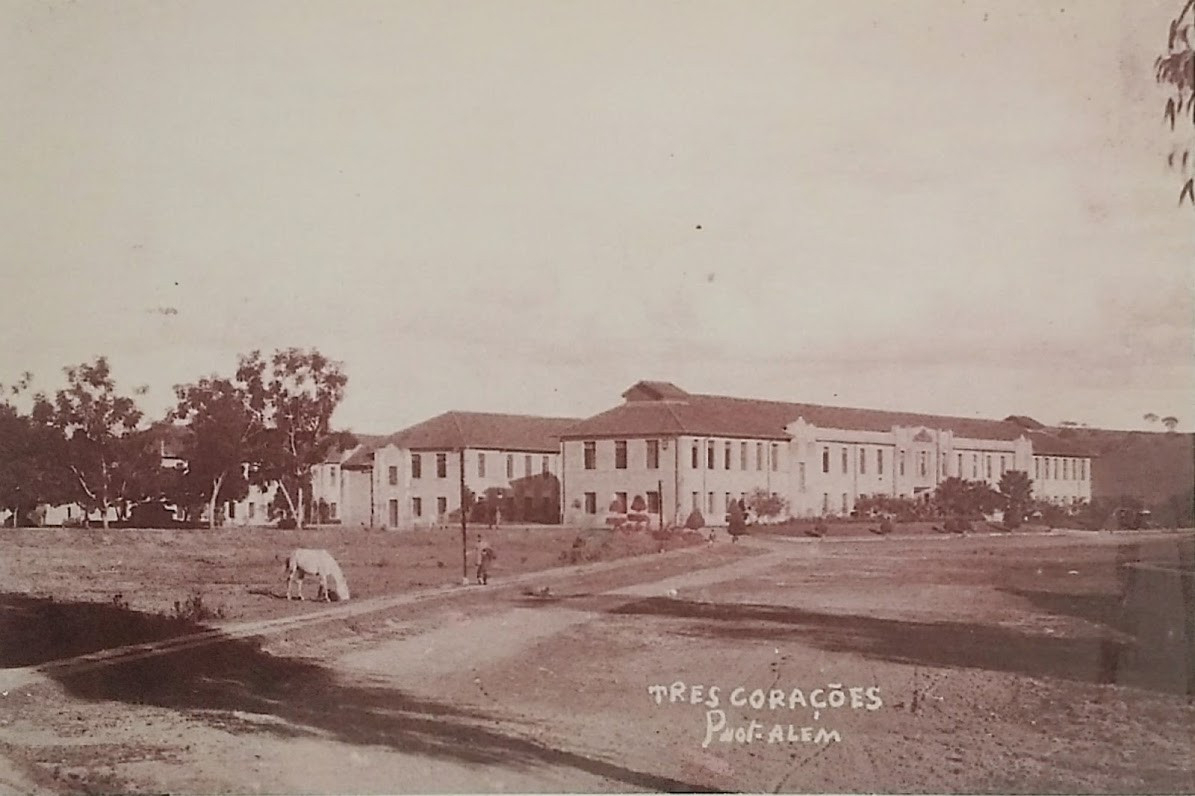
Pavilhão de Comando do Antigo 4º Regimento de Cavalaria Divisionário - 4º RCD

À época da Primeira Guerra Mundial, na então Chácara do Coronel Valério Ludgero de Rezende em Três Corações, às 19 horas de 19 de junho de 1918, instalou-se o 14º Regimento de Cavalaria (14° RC), oriundo de Campanha-MG, sob o comando do Coronel Álvaro de Sousa Portugal. Era composto por dois Esquadrões de Cavalaria, um de Metralhadoras e um Extranumerário, em coluna por quatro, tendo à frente os Oficiais do Regimento.
"(...)
MARCHA
De accordo com a determinação do Sr. General Commandante da Região, o regimento levantou acantonamento hoje as 11,15 da Cidade de Campanha, acampando as 19 horas na margem direita do Rio Verde, na cidade de Trez Corações.
(...)"
Consta que a transferência foi motivada por insatisfações causadas pela recente instalação do Regimento naquela cidade, então fortemente influenciada pela Igreja Católica, e sede do tradicional Colégio SION, frequentado por moças provenientes das mais seletas camadas da sociedade sul mineira. Outra versão, contudo, sugere que a saída do 14º RC de Campanha-MG teria fundamento na firme e persistente negativa dos mandatários campanhenses em ceder ou doar o terreno destinado à construção do aquartelamento da Unidade (talvez em razão da primeira versão).
O 4°RCD teve uma épica e brava história de envolvimento em combates contra os Movimentos Tenentistas dos anos 20 e as Revoluções de 1930 e 1932, nos quais muitos militares, que serviram nesse aquartelamento, sacrificaram suas vidas, a exemplo do Capitão Djalma Dutra, cujo local onde foi morto, até hoje, é sinalizado por um marco de pedra, na rodovia percorrida pelos integrantes da ESA com destino ao Campo de Instrução General Moacir Araújo Lopez (CIGMAL), onde está o “Pico do Gavião”.
Das heroicas gestas do 4° RCD durante a Revolução Constitucionalista de 1932, emergiu a figura de seu comandante, o General Eurico Gaspar Dutra, que viria a ser o Presidente do Brasil, no período de 1946 a 1950.
O “Regimento”, porém, estenderia seus feitos para além-mar, permitindo que cidadãos mineiros e tricordianos, defendessem os ideais de liberdade e democracia junto aos aliados nos campos da Itália. Nessas transcendentes jornadas da FEB na Itália, surgiram figuras nascidas em Três Corações, as quais se tornaram verdadeiros paladinos dos ideais defendidos por nosso Exército, a exemplo de Cabo Benedito Alves e da Tenente Enfermeira Lygia Fonseca.
Em 1º de agosto de 1919, o 14º Regimento de Cavalaria é transformado em 4º Regimento de Cavalaria Divisionária (4º RCD). Por sua vez, extinto ao final da Segunda Guerra Mundial, em 1946, deu lugar ao recém-criado 19º Regimento de Cavalaria (19° RC), pouco tempo depois transferido para o estado do Mato Grosso do Sul, para compor, junto a frações de outras organizações militares, o 17° Regimento de Cavalaria, atual 17° Regimento de Cavalaria Mecanizado (17°RC Mec), na cidade de Amambai. Permaneceram em Minas Gerais 2 esquadrões: um em Três Corações-MG, o  1° Esquadrão (1/19º RC), o qual, em 1949, com a transferência da Escola de Sargentos das Armas (ESA) do Rio de Janeiro para Três Corações-MG, teve o seu efetivo incorporado ao da Escola recém-chegada, e o segundo esquadrão, o 4°/19° RC, em Juiz de Fora, distrito de Santos Dumont, embrião do atual 4° Esquadrão de Cavalaria Mecanizado.

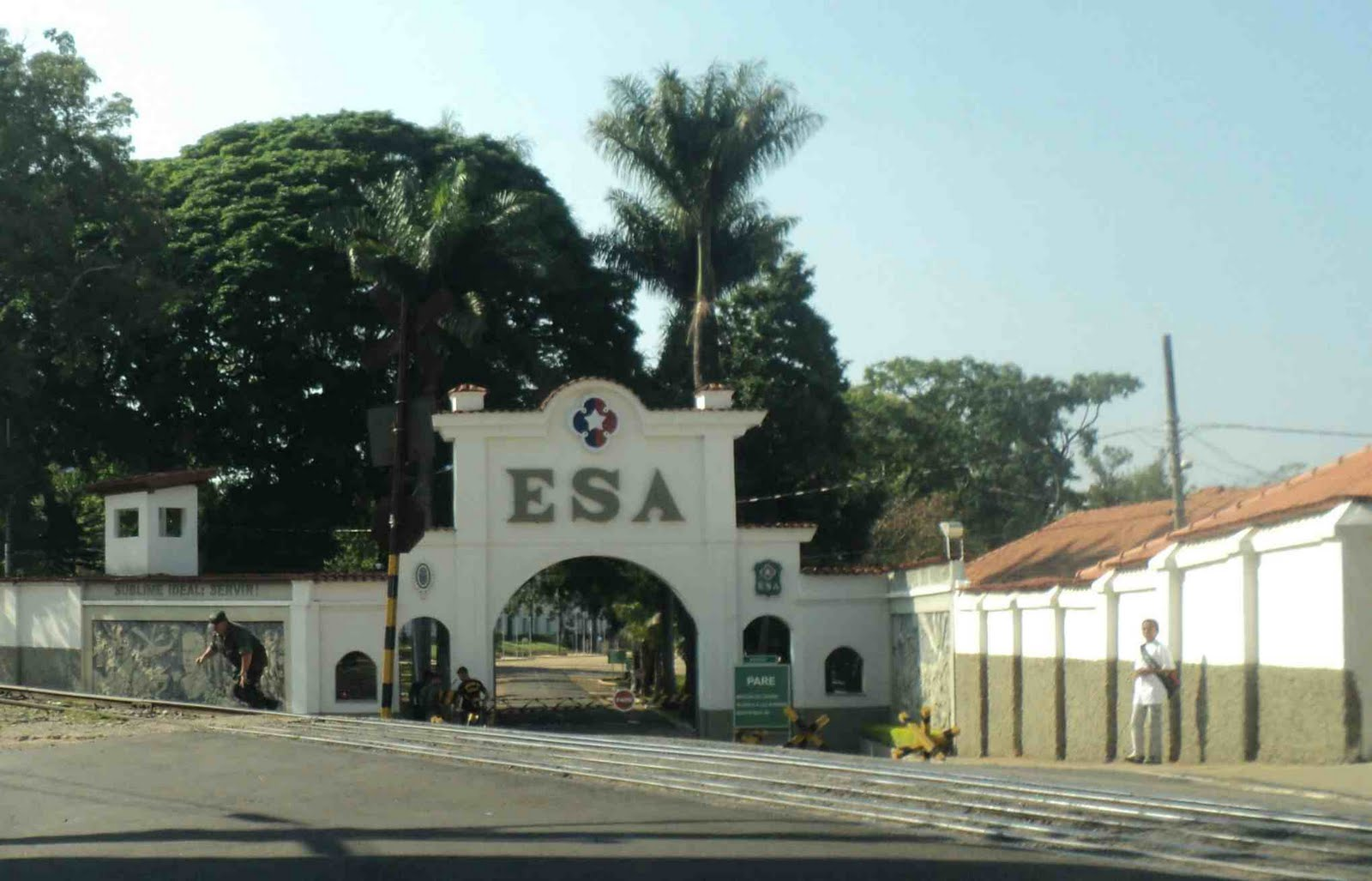
Foto do Portão Principal da Escola de Sargentos das Armas (ESA), em Três Corações-MG, no Sul de Minas.

#### A transferência para o sul de Minas Gerais
No dia 18 de setembro de 1949, a população tricordiana, os integrantes do 1º/19ºRC e estudantes de todas as escolas assistem na Avenida Getúlio Vargas o desfile, em carro aberto, do ministro da Guerra, General Canrobert Pereira da Costa, tendo ao seu lado o prefeito tricordiano, Odilon Rezende Andrade.
A visita representava o resultado dos entendimentos que vinham se processando, no Rio de Janeiro, entre esses dois homens públicos.
O ministro anuncia ao público que já havia assinado o documento que transferia a escola do Realengo, bairro da cidade do Rio de Janeiro, para Três Corações. E, também, que todas as dificuldades para a mudança já haviam sido superadas, graças ao apoio determinante do prefeito.
No dia 1º de novembro de 1949, conforme consta em Boletim Interno da Escola, ainda com sede no Realengo: 
"(...) por determinação do Ministro da Guerra, foi nomeada uma comissão, com o fim de reconhecer as condições de aquartelamento e outras de caráter geral da cidade de Três Corações.(...)"
No dia 3 de novembro, chega à cidade, permanecendo por três dias, uma comissão especial do Exército. No dia 5 de dezembro de 1949, é assinado o Decreto 27.543, que transfere a sede da ESA do Rio de Janeiro-RJ para Três Corações/MG.
Em 3 de janeiro de 1950, outra equipe chega a Três Corações/MG com a missão de conduzir um estudo final das futuras instalações da Escola.
Nos meses seguintes, toda a estrutura da ESA começa a ser transferida para a cidade:
1. 21 de março de 1950 – segue o 1º comboio, conduzindo a Formação Veterinária e os animais pertencentes ao Esquadrão de Cavalaria e Bateria de Artilharia;
2. 1º de abril – parte de Realengo o 2º comboio, transportando pessoal e material da Companhia de Comando, Parque de Transmissões, Almoxarifado, Armamento, Casa das Ordens, Direção de Ensino e Corpo de Alunos;
3. 20 e 25 de abril – deixam Realengo o 5º e 6º comboios com o restante dos alunos, armamentos e materiais auxiliares;
4. 3 de maio de 1950 – chega à Cidade o Tenente Coronel Miguel Lage Sayão. É a data em que a Escola de Sargentos das Armas comemora sua instalação em Três Corações-MG.[19]

Finalmente, no dia 25 de maio de 1950, conclui-se a instalação da ESA no quartel do antigo 4º RCD, ocupando uma área aproximada de 300.000 m², no centro da cidade. A transferência da escola do Rio de Janeiro para Minas Gerais efetuou-se de 21 de Março a 25 de Maio de 1950, sob o comando do Tenente Coronel Miguel Lage Sayão. Reiniciadas as aulas, a primeira turma em Três Corações concluiu o curso a 21 de dezembro desse mesmo ano.
O Curso de Comunicações foi criado em 1961 e ministrado até 1969. Depois foi transferido para a Escola de Comunicações no Rio de Janeiro. Posteriormente, em 1979, foi reativado na ESA.

#### O Curso de Aperfeiçoamento de Sargentos na ESA
Entre os anos de 1970 e 1976, a ESA deixou de formar sargentos e funcionou, somente, com o curso de aperfeiçoamento, voltando-se novamente à formação destes a partir de 1977.
Durante este período a formação do sargento ficou a cargo da seguintes Organizações Militares (OM):
- 1º Batalhão de Carros de Combate - Rio de Janeiro - 1970
- 3º Batalhão de Engenharia da Combate - Cachoeira do Sul - 1970 e 1971
- 12º Regimento de Cavalaria Mecanizado - Porto Alegre (atual 8º Esquadrão de Cavalaria Mecanizado) - 1976

O Curso de Aperfeiçoamento de Sargentos (CAS) foi criado em 1942, por meio do Decreto-Lei nº 4.130, de 26 de fevereiro de 1942 — Lei do Ensino Militar, e regulamentado cinco anos mais tarde, em 19 de março de 1947, pela Portaria nº 72, do Ministro da Guerra, que aprovou as Instruções Reguladoras (IR) do Aperfeiçoamento de Sargentos, reforçando e complementando o Decreto-Lei.
Naquelas Instruções Reguladoras verifica-se que o aperfeiçoamento dos 2° e 3° sargentos formados nos corpos de tropa e estabelecimentos militares seria realizado na Escola de Sargentos das Armas (ESA), nos Cursos Regionais de Aperfeiçoamento de Sargentos das Armas e dos Serviços e em escolas e centros destinados a certas especializações (Curso "D" da Escola de Artilharia de Costa e Curso "D" do Centro de Instrução de Defesa Antiaérea). O objetivo destes cursos era consolidar a aprendizagem dos sargentos e colocá-los em condições de serem promovidos a 1° sargento, subtenente e oficial da reserva ou do Quadro Auxiliar de Oficiais (QAO).
Como na época, ainda, não existia uma escola específica para o aperfeiçoamento dos sargentos, os Cursos Regionais de Aperfeiçoamento de Sargentos das Armas (CRAS) funcionariam, preferencialmente, nos Centros de Preparação de Oficiais da Reserva  (CPOR). Os comandantes de Região Militar (RM) poderiam autorizar o funcionamento de duas turmas por ano nos CRAS, dado o número de candidatos. Ainda, devido a esta falta de estrutura, entre os anos de 1970 e 1976, a ESA deixou de formar sargentos e funcionou apenas com o curso de aperfeiçoamento, voltando à formação de graduados somente em 1977.

#### O Nível do Ensino Técnico e Superior Tecnólogo
No período de 2006 a 2019 os sargentos formados na ESA receberam o título de técnico, a partir da turma de formação que foi matriculada no ano 2019, conforme Portaria nº 277/2017, do Chefe do Departamento de Educação e Cultura do Exército (DECEx), o concludente do Curso de Formação e Graduação de Sargentos (CFGS) passou a receber o grau de nível superior tecnólogo.

#### Expansão da ESA e potencial mudança de Três Corações
Em 2014 foi divulgada a realização de reuniões entre o Comando da ESA e da Prefeitura de Três Corações visando alternativas de ampliação da ESA. Em 2020 surgiram relatos de estudos coordenados pelo General de Divisão R/1 Joarez Alves Pereira Junior, considerando a reestruturação do CFS e a construção de novas instalações para a formação de Sargentos do Exército. Entre as razões alegadas está a necessidade da centralização dos Cursos de Formação de Sargentos (CFS) realizados em diversas organizações militares para um único local. Além de Três Corações, outras cidades que estão se candidatando para receber as novas instalações estão cidades como Ponta Grossa (Paraná))  e Santa Maria (Rio Grande do Sul).

## Estrutura

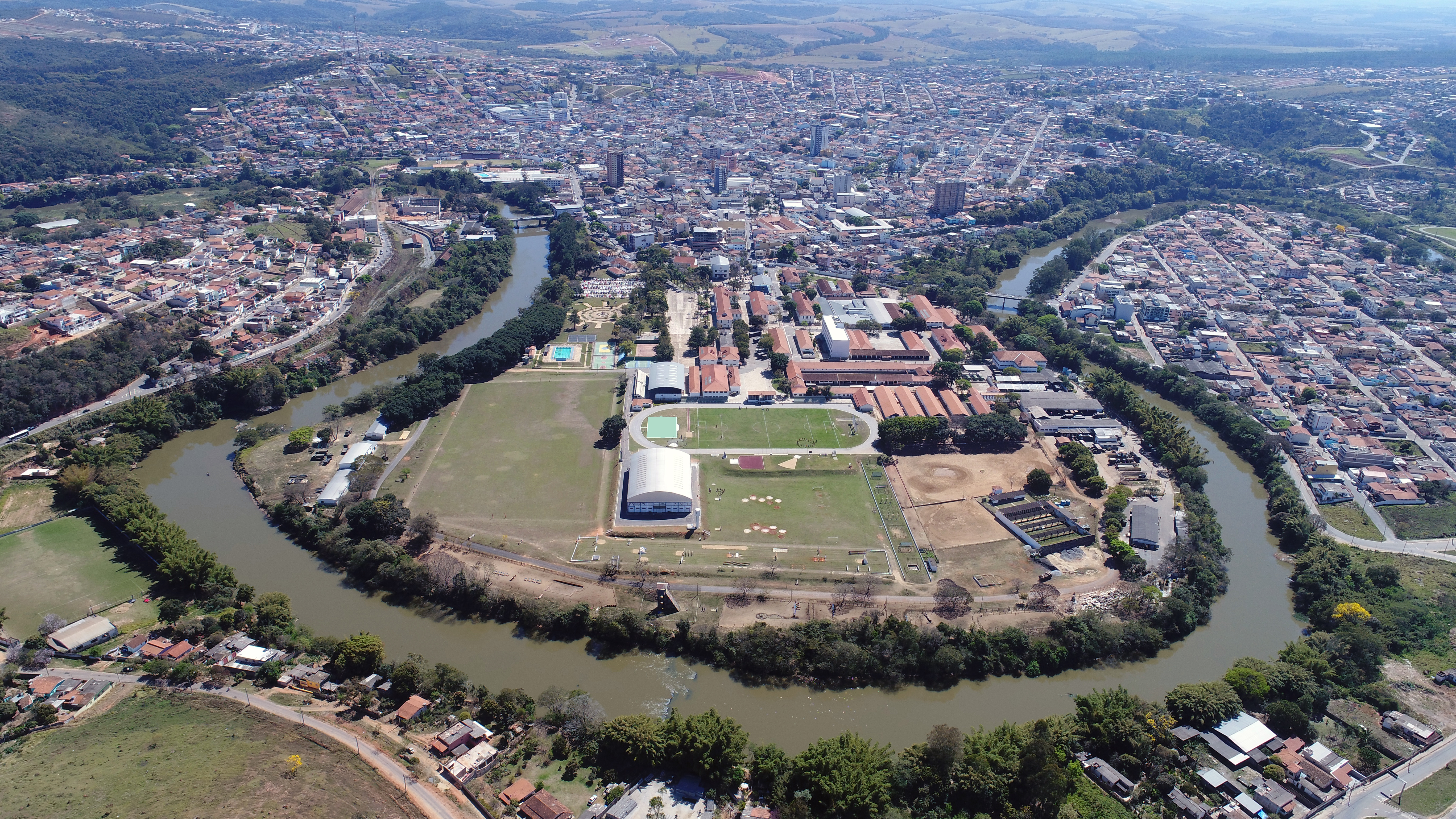
Vista Aérea da ESA e da Alça do Rio Verde em 2015

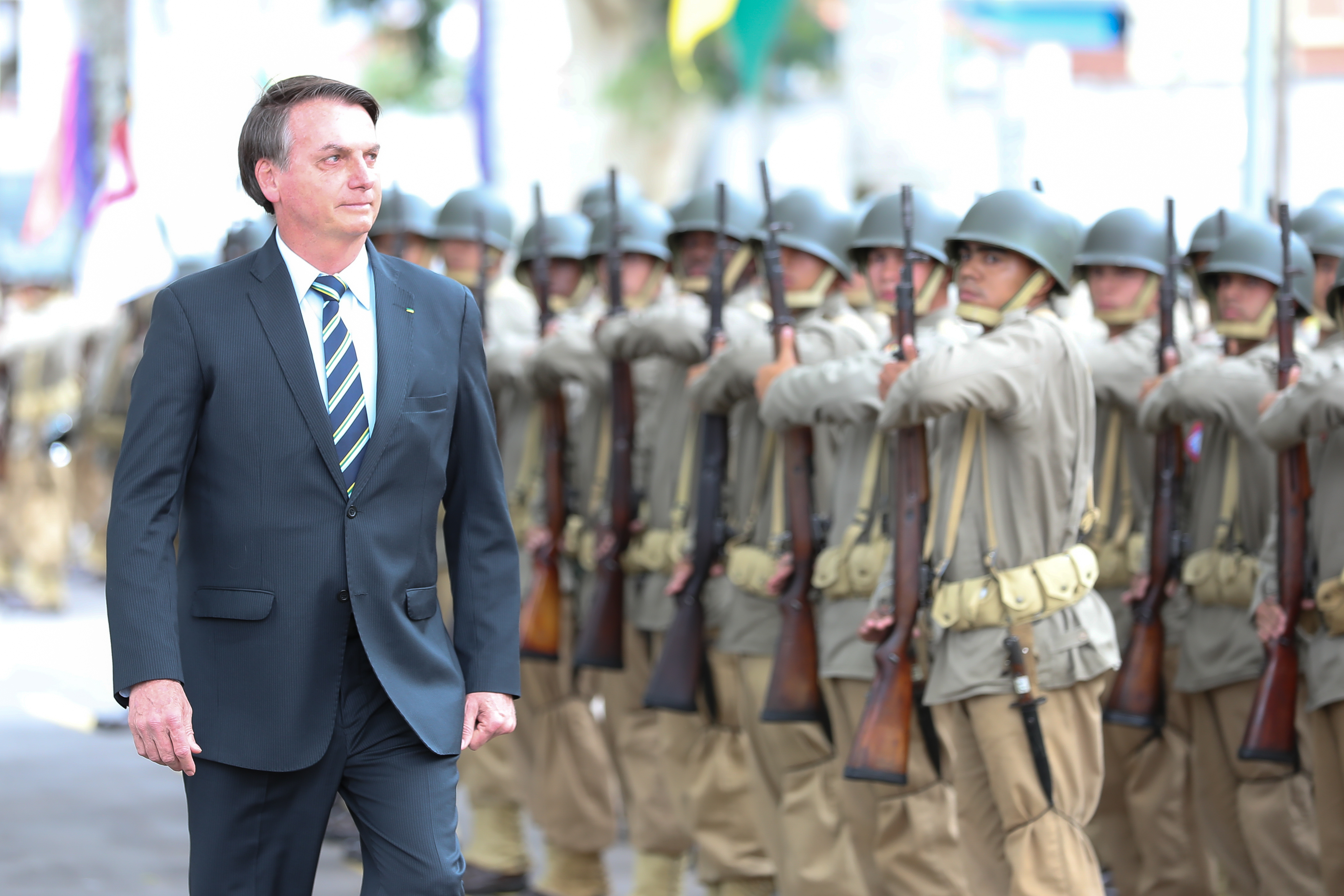
O então Presidente da República, Jair Bolsonaro, passa em revista a tropa de alunos durante a solenidade de diplomação das turmas do Curso de Formação de Sargentos, em 29 de novembro de 2019. Os alunos usam o uniforme histórico da Força Expedicionária Brasileira.

Enquadrada na linha de ensino militar bélico, grau superior (tecnólogo), a ESA está estruturada da seguinte maneira: comando de Oficial General, com seu Estado-Maior; Divisão de Ensino (DE); Corpo de Alunos (CA); Divisão Administrativa (DA); Divisão de Pessoal (DP); Divisão de Tecnologia da Informação (DTI) e Batalhão de Comando e Serviços (BCSv).

### Estado-Maior (EM)
Compete ao Estado-Maior assessorar o Comandante da ESA e preparar os documentos relativos às suas decisões. É formado pelo seguinte elemento: Subcomandante e Subdiretor de Ensino, E2, E3, E5, Adjunto ao E3, Adjunto de Comando da ESA, Auxiliar de Estado-Maior Pessoal e Assessoria de Apoio para Assuntos Jurídicos (Asse Ap As Jurd).

### Divisão de Pessoal (DP)
À Divisão de Pessoal (DP) compete: planejar, controlar e executar as atividades de administração do pessoal militar e civil; encarregar-se do serviço postal e da correspondência; e executar os serviços de secretaria, arquivo e pagamento de pessoal.

#### Organização da DP
1. Ajudância-Geral
2. Seção de Pessoal
3. Seção de Pagamento de Pessoal
4. Seção de Pessoal Civil
5. Capelania Militar[25]

### Divisão Administrativa (DA)
À Divisão Administrativa (DA) compete planejar, executar e fiscalizar os serviços administrativos, logísticos e financeiros, de forma a assegurar o apoio prioritário aos órgãos de ensino.

#### Organização da DA
1. Seção de Aquisições, Licitações e Contratos
2. Tesouraria
3. Seção de Transporte e Embarque
4. Fiscalização Administrativa:
  1. Controle do Material
  2. Aprovisionamento
  3. Veterinária
  4. Almoxarifado
  5. Prefeitura Militar[25]

### Divisão de Ensino (DE)
À Divisão de Ensino compete: assessorar o Diretor de Ensino (Comandante da ESA) nas atividades de planejamento, programação, coordenação, execução, controle e avaliação do processo ensino-aprendizagem, assim como na seleção e orientação educacional e profissional dos alunos do Período Básico nas Organizações Militares de Corpo de Tropa (OMCT); coordenar as atividades da Seções de Coordenação Pedagógica e Psicopedagógica; orientar o Corpo de Alunos quanto à ação educacional; supervisionar e controlar os trabalhos de coordenação pedagógica e avaliação educacional relativos ao Período Básico nas OMCT e ao Período de Qualificação na Escola; propor o planejamento geral das atividades de ensino-aprendizagem do Período Básico e do Período de Qualificação do CFS Cmb; e participar dos trabalhos de atualização das instruções e normas baixadas pelo DECEx ou pela DETMil, fornecendo os subsídios necessários à elaboração desses documentos.

#### Organização da DE
1. Seção de Coordenação Pedagógica:
  1. Subseção de Avaliação da Aprendizagem (SSAA)
  2. Subseção de Planejamento e Pesquisa (SSPP)
2. Seção Psicopedagógica:
  1. Subseção Psicotécnica
  2. Subseção de Orientação Educacional (SSOE)
3. Seção de Meios Auxiliares e Publicações
4. Biblioteca e Espaço Cultural
5. Seção de Concurso e Admissão
6. Seção de Coordenação Pedagógica do Período Básico
7. Seção de Idiomas
8. Seção de Supervisão Escolar.[26]

### Divisão de Tecnologia da Informação (DTI)
À DTI compete conscientizar, avaliar e promover a qualidade e o suporte técnico, a inovação e a disseminação da tecnologia da informação necessária, para os diversos escalões de comando dos setores da EsSA, de modo a coordenar a implantação de novos sistemas e aplicativos, a aquisição de suprimentos de informática, a manutenção da rede e a integração do apoio jurídico na avaliação dos impactos legais para a segurança da informação.

#### Organização da DTI
1. Seção de Informática
2. Seção de Telemática
3. Posto de Rede Rádio Fixa[25]

### Corpo de Alunos (CA)
O Corpo de Alunos é constituído por um Comandante, um Subcomandante, um Estado-Maior e pelos cursos e seções.
- Curso de Infantaria (C Inf)
- Curso de Cavalaria (C Cav)
- Curso de Artilharia (C Art)
- Curso de Engenharia (C Eng)
- Curso de Comunicações (C Com)

Aos cursos, cabe a atividade-fim da ESA, que é formar os futuros sargentos nas suas qualificações.
As 4 seções do Corpo de Alunos complementam a formação militar do aluno, atuando no desenvolvimento de atributos das áreas cognitiva, psicomotora e atitudinal,sendo elas:
- Seção de Educação Física (SEF), responsável por planejar, conduzir e orientar o Treinamento Físico Militar,
- Seção de Equitação (Seç Equi), responsável pelas instruções de Equitação,
- Seção de Instrução Especial (SIEsp), destinada à condução dos estágios de instrução especial.
- Seção de Tiro (Seç-Tiro), responsável pelas instruções de tiro de fuzil e de pistola.
- Seção de Liderança e Apoio à Doutrina (SLAD)[26]

### Posto Médico da Guarnição (PMGu)

#### Organização do PMGu
1. Subseção Médica
2. Subseção de Fisioterapia
3. Subseção de Odontologia
4. Subseção de Bioquímica
5. Subseção de Enfermagem
6. Subseção de SAMMED/FUSEx[25]

### Batalhão de Comando e Serviços
Ao BCSv compete:  prover o apoio de pessoal e/ou material prioritariamente aos órgãos de ensino; apoiar as atividades de ensino; proporcionar a segurança das instalações da Escola; e responsabilizar-se pelo monitoramento do setor de segurança integrada atribuído à ESA.

#### Histórico do Batalhão de Comando e Serviços

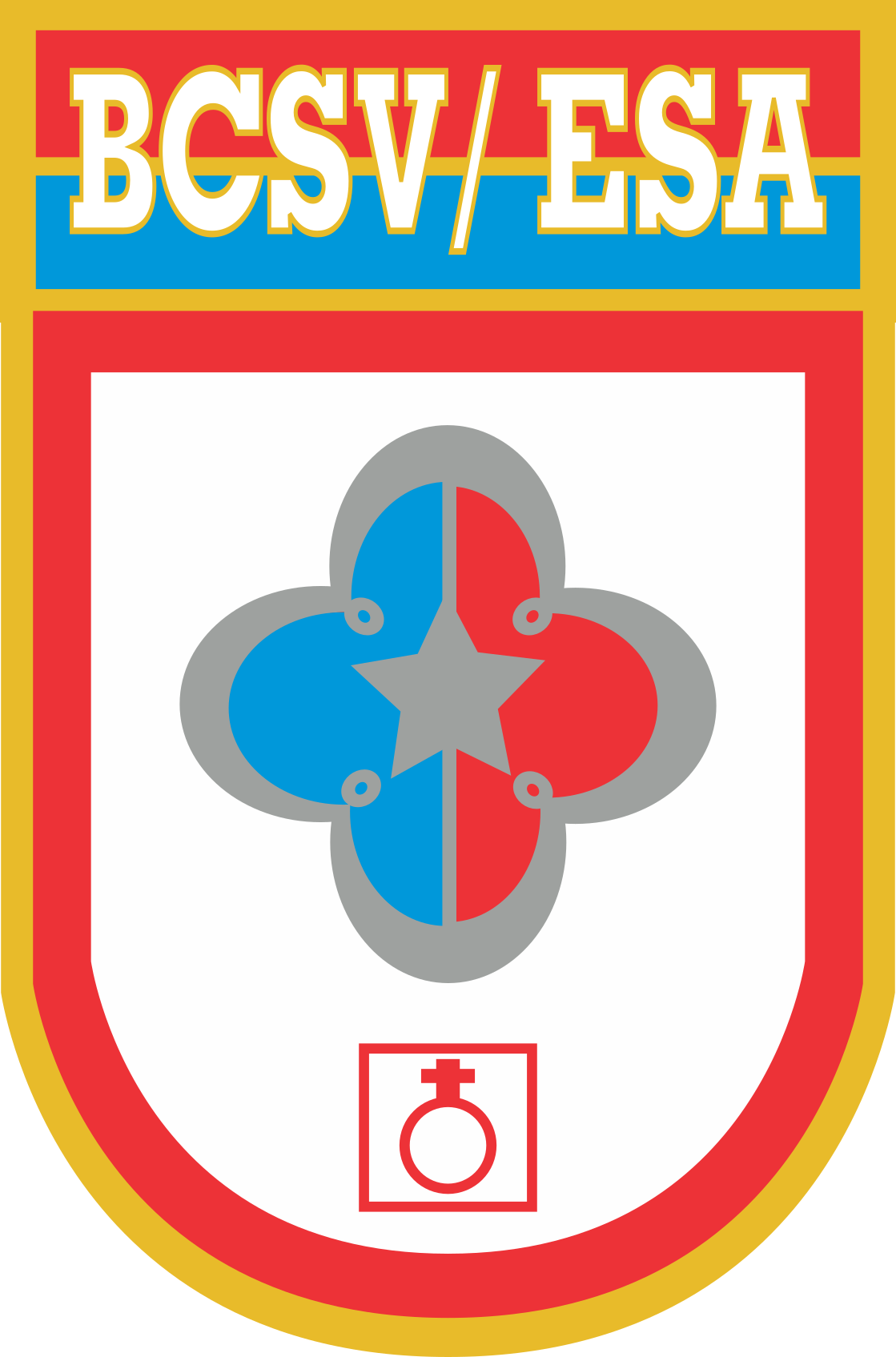
Distintivo do Batalhão de Comando e Serviços da ESA

Quando de sua criação, a ESA em 1946, contava dentre outros setores, com uma Companhia de Comando e Serviços, subunidade esta, que é a célula embrionária do Batalhão.
Em 1950, por meio de um ato ministerial, foi criada a Banda de Música, que desde então, abrilhanta as formaturas e solenidades  da ESA, além de enaltecer com a música o nome do Exército nos eventos junto a sociedade tricordiana e do Sul de Minas.
Em 1968, visando apoiar as atividades do Corpo de Alunos, foi criada a Companhia Auxiliar do Corpo de Alunos (chamada, popularmente, de CACA) a qual era composta pelos pelotões auxiliares dos cursos da ESA e pela Seção de Comando. Controlava o efetivo de cabos e soldados auxiliares das Seções de Equitação, do Setor de Aprovisionamento e, atualmente, da Seção de Instrução Especial (SIEsp).
Em 1992, o Pelotão de Manutenção e Transportes, o qual pertencia à Companhia de Comando e Serviços, sofreu uma mudança, pois recebendo a centralização de todas as viaturas da Escola, aumentando o seu efetivo de mecânicos de viaturas, de armamentos e motoristas. Momento em que, devido ao grande efetivo de pessoal já começava a ideia da criação de uma 3ª companhia que denominaria na Companhia de Manutenção e Transportes da Escola.
Em 1993, através dos levantamentos e proposta do então Coronel Jarbas Bueno da Costa (posteriormente General de Exército Jarbas), a ESA encaminhou ao Estado-Maior do Exército a necessidade da criação de um Batalhão de Comando e Serviços (BCSv) para gerenciar as atividades de apoio administrativo e de apoio ao ensino bem como controlar os efetivos de Subtenentes, Sargentos, Cabos e Soldados.
Em 1994, pela Portaria Ministerial nº 150, do Estado Maior do Exército, datada em 28 de novembro, o Batalhão de Comando e Serviços da Escola de Sargentos das Armas (BCSv/ESA) foi criado.
Junto com a criação do Batalhão e para compor o Quadro de Cargos Previstos (QCP) que já contemplava as duas companhias existentes, foram criadas as Companhias de Manutenção e Transportes e a Companhia de Fuzileiros.

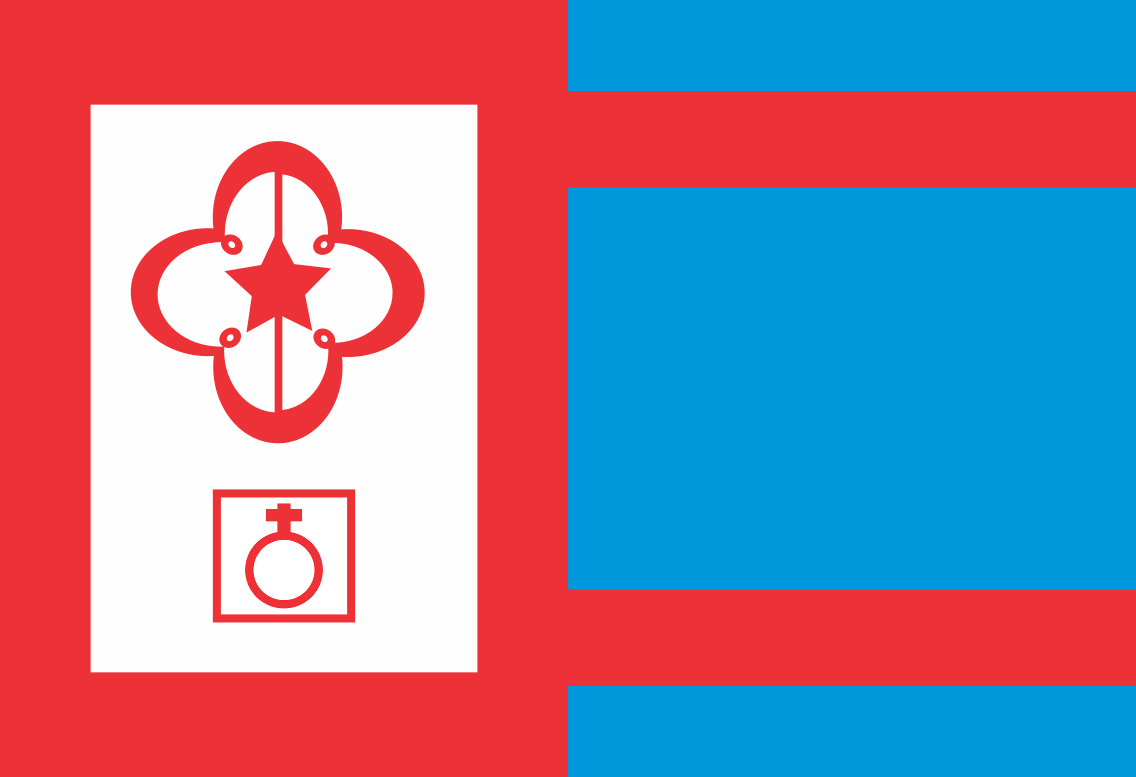
Bandeira-Insígnia de Comando do Batalhão de Comando e Serviços da ESA

A Companhia de Fuzileiros, posteriormente, passou a se chamar Companhia de Guardas, na qual um Pelotão de Polícia do Exército (PE) passou a controlar o trânsito, balizamentos de comboios, segurança nas solenidades e instruções de formação de Oficiais e Sargentos temporários, além da formação do soldado PE.
Em 1º de julho de 2009, esta Companhia passou a se denominar Companhia de Polícia do Exército.
Reafirmando a existência do Batalhão, em 21 de agosto de 2017, o Batalhão é criado e ativado a partir de 1 de janeiro de 2018, sendo subordinado e vinculado administrativamente a ESA. Sendo que em 11 de outubro de 2017, mediante a Portaria nº 433, do Estado Maior do Exército, o Batalhão recebeu o Código de Organização Militar (CODOM), tornando-se uma Unidade subordinada à ESA, e a nomeação de seu Comandante passou a ser prerrogativa do Comandante do Exército Brasileiro. E em fevereiro de 2019, o Comandante do Exército Brasileiro aprovou o Distintivo de Organização Militar e a Bandeira-Insígnia do Batalhão de Comando e Serviços da ESA.

#### Organização do BCSv/ESA
1. Estado-Maior (S1, S2/S3, S/4 e Adjunto de Comando do BCSv)
2. Companhia de Comando e Serviços
3. Companhia Auxiliar do Corpo de Alunos
4. Companhia de Polícia do Exército
5. Companhia de Manutenção e Transporte
6. Banda de Música

## Concurso de Admissão
É por meio do Concurso de Admissão ao Curso de Formação e Graduação de Sargentos (CFGS) que o candidato é selecionado, para realizar sua graduação, conforme edital anual divulgado pela Escola de Sargentos das Armas. Além da ESA o concurso seleciona os candidatos também para os cursos de formação e graduação de sargentos da Escola de Sargentos de Logística - EsSLog (Logísticos, Saúde e Música) e do Centro de Instrução de Aviação do Exército - CIAvEx (Aviação).

### Dados Estatísticos dos Concursos de Admissão
| Ano do Concurso | Área               | Inscritos | Inscritos | Inscritos | Vagas     | Vagas    | Candidato por Vaga | Candidato por Vaga |
| Ano do Concurso | Área               | Masculino | Feminino  | Total     | Masculino | Feminino | Masculino          | Feminino           |
| --------------- | ------------------ | --------- | --------- | --------- | --------- | -------- | ------------------ | ------------------ |
| 1946            | Armas              | 922       | -         | 922       | 281       | -        | 3,28               | -                  |
| 1947            | 1ª Turma das Armas | 951       | -         | 951       | 457       | -        | 2,08               | -                  |
| 1947            | 2ª Turma das Armas | 1296      | -         | 1296      | 499       | -        | -                  | -                  |
| 2015            | Geral/Aviação      | 50.004    | -         | 50.004    | 1260      | -        | 39,69              | -                  |
| 2015            | Música             | 2.345     | 468       | 2.813     | 80        | 80       | 35,16              | 35,16              |
| 2015            | Saúde              | 1.075     | 3.978     | 5.053     | 70        | 70       | 72,19              | 72,19              |
| 2015            | TOTAL              | 53.424    | 4.446     | 57.870    | 1.410     | 1.410    | 41,04              | 41,04              |
| 2016            | Geral/Aviação      | 70.969    | 12.498    | 83.467    | 1000      | 70       | 70,97              | 178,54             |
| 2016            | Música             | 2.519     | 414       | 2.933     | 70        | 70       | 41,9               | 41,9               |
| 2016            | Saúde              | 1.173     | 4.250     | 5.423     | 65        | 65       | 83,43              | 83,43              |
| 2016            | TOTAL              | 74.661    | 17.162    | 91.823    | 1.205     | 1.205    | 76,2               | 76,2               |
| 2017            | Geral/Aviação      | 80.178    | 19.155    | 99.333    | 900       | 100      | 89,09              | 191,55             |
| 2017            | Música             | 2.529     | 409       | 2.938     | 40        | 40       | 73,45              | 73,45              |
| 2017            | Saúde              | 1.850     | 6.953     | 8.803     | 60        | 60       | 146,72             | 146,72             |
| 2017            | TOTAL              | 84.557    | 26.517    | 111.074   | 1.100     | 1.100    | 100,98             | 100,98             |
| 2018            | Geral/Aviação      | 68.503    | 17.144    | 85.647    | 910       | 100      | 75,28              | 171,44             |
| 2018            | Música             | 1.977     | 368       | 2.345     | 30        | 30       | 78,17              | 78,17              |
| 2018            | Saúde              | 1.204     | 4.358     | 5.562     | 60        | 60       | 92,7               | 92,7               |
| 2018            | TOTAL              | 71.684    | 21.870    | 93.554    | 1.100     | 1.100    | 85,05              | 85,05              |
| 2019            | Geral/Aviação      | 85.586    | 22.335    | 107.921   | 900       | 100      | 95,1               | 223,35             |
| 2019            | Música             | 2.654     | 535       | 3.189     | 60        | 60       | 53,15              | 53,15              |
| 2019            | Saúde              | 1.748     | 5.756     | 7.504     | 40        | 40       | 187,6              | 187,6              |
| 2019            | TOTAL              | 89.988    | 28.626    | 118.614   | 1.100     | 1.100    | 107,83             | 107,83             |
| 2020            | Geral/Aviação      | 76.518    | 19.489    | 96.007    | 900       | 100      | 85,02              | 194,89             |
| 2020            | Música             | 2.082     | 443       | 2.525     | 45        | 45       | 56,11              | 56,11              |
| 2020            | Saúde              | 1.439     | 3.836     | 5.275     | 55        | 55       | 95,90              | 95,90              |
| 2020            | TOTAL              | 80.039    | 23.768    | 103.807   | 1.100     | 1.100    | 94,37              | 94,37              |
| 2021            | Geral/Aviação      | 91.942    | 26.451    | 118.393   | 900       | 100      | 102,15             | 264,51             |
| 2021            | Música             | 1.970     | 405       | 2.375     | 45        | 45       | 52,77              | 52,77              |
| 2021            | Saúde              | 1.502     | 4.122     | 5.624     | 55        | 55       | 102,25             | 102,25             |
| 2021            | TOTAL              | 95.413    | 30.978    | 126.392   | 1100      | 1100     | 114,90             | 114,90             |
| 2022            | Geral/Aviação      | 84.100    | 2.2393    | 106.493   | 900       | 105      | 93,44              | 213,27             |
| 2022            | Música             | 1.740     | 329       | 2.069     | 40        | 40       | 41,73              | 41,73              |
| 2022            | Saúde              | 1.404     | 3.903     | 5.307     | 55        | 55       | 96,49              | 96,49              |
| 2022            | TOTAL              | 87.243    | 26.625    | 113.689   | 1100      | 1100     | 103,35             | 103,35             |

## Curso de Formação e Graduação de Sargentos (CFGS)

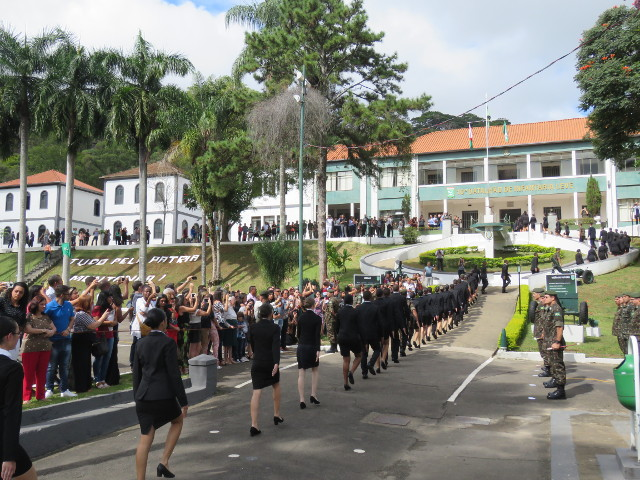
O 10° Batalhão de Infantaria Leve, em Juiz de Fora-MG, é uma das 12 Organizações Militares de Corpo de Tropa (OMCT) responsáveis pela formação básica do futuro 3° sargento.

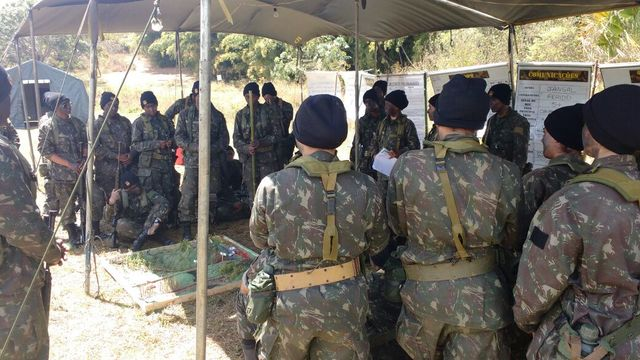
Instrução de Patrulha realizada no 2° Exercício de Longa Duração no 4° Grupo de Artilharia de Campanha, em Juiz de Fora-MG.

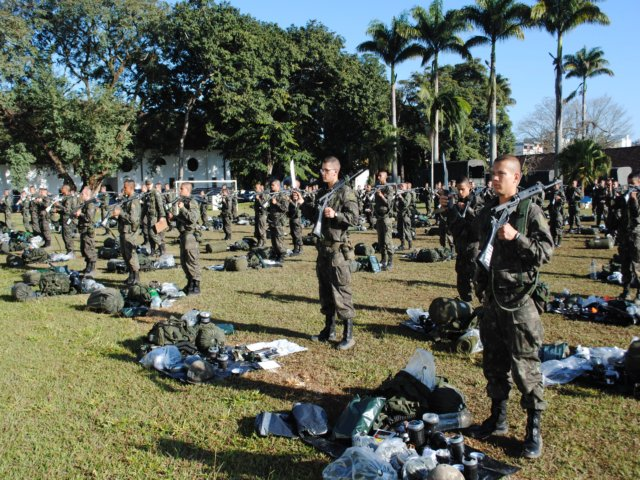
Apronto Operacional para o 1° Exercício de Longa Duração do Curso de Formação de Sargentos (CFS) no 14° Grupo de Artilharia de Campanha, em Pouso Alegre-MG.

### 1º Ano do CFGS
O Primeiro Ano do CFGS, é a primeira fase do Curso de Formação e Graduação de Sargentos (CFGS).
É realizado em 13 (treze) Unidade Escolares Tecnológicas do Exército (UETE), supervisionadas pela ESA, localizadas de norte a sul do território nacional.
O Primeiro Ano do CFGS tem a duração de 44 (quarenta e quatro) semanas.
Abaixo, está a relação das 13 UETE:
- 10º Batalhão de Infantaria Leve - Montanha - Juiz de Fora/MG
- 23º Batalhão de Caçadores (23º BC) - Fortaleza/CE
- 23.º Batalhão de Infantaria (23º BI) - Blumenau/SC
- 41.º Batalhão de Infantaria Motorizado - Jataí/GO
- 16º Batalhão de Infantaria Motorizado (16º B I Mtz) - Natal/RN (desde 2018)
- 20º Regimento de Cavalaria Blindado (20º RCB) - Campo Grande/MS
- 6º Regimento de Cavalaria Blindado (6º RCB) - Alegrete/RS
- 13º Regimento de Cavalaria Mecanizado (13º R C Mec) - Pirassununga/SP
- 12º Grupo de Artilharia de Campanha (12º GAC) - Jundiaí/SP
- 1º Grupo de Artilharia Antiaérea (1º GAAAe) - Rio de Janeiro/RJ
- 14.º Grupo de Artilharia de Campanha (14º GAC) - Pouso Alegre/MG
- 4º Grupo de Artilharia de Campanha Leve - Montanha (4º GAC L - Mth) - Juiz de Fora/MG
- 4º Batalhão de Engenharia de Combate (4º B E Cmb) - Itajubá/MG (desde 2019)

Após a conclusão do Primeiro Ano do CFGS, o aluno escolhe sua Qualificação Militar de Sargentos (QMS), por mérito intelectual. O Segundo Ano do CFGS tem a duração de 44 semanas. No que diz respeito às Armas, o Segundo Ano do CFGS é conduzido, integralmente, na ESA. No que tange à área de logística, é realizada na Escola de Sargentos de Logística (EsSLog), no Rio de Janeiro-RJ. E no que se refere a qualificação de Aviação do Exército, é realizado no Centro de Instrução de Aviação do Exército(CIAVEx), em Taubaté-SP.

#### Histórico das UETE
E até 2006, o Período Básico e o Período de Qualificação era ministrado integralmente na ESA, sendo 13 semanas no Período Básico e 30 semanas de Qualificação. Porém, a partir daquele ano o CFS teve sua duração dilatada, o que ocasionou a criação das Organizações Militares de Corpo de Tropa (OMCT).
Esta denominação foi utilizada até o ano de 2018.
Com a implantação do ensino tecnológico sua denominação foi alterada para Unidade Escolar Tecnológica do Exército (UETE).
Algumas UETE/OMCT, foram extintas, dentre elas:
- 51.º Batalhão de Infantaria de Selva (51º BIS) - Altamira/PA (2006 a 2016)
- 4.º Batalhão de Polícia do Exército (4º BPE) - Recife/PE (2006 a 2017)

### 2º Ano do CFGS
No 2.º ano, a formação dos sargentos da ESA é direcionada para as cinco Armas do Exército Brasileiro, que constituem a Linha de Ensino Militar Bélico das Armas. A qualificação do futuro sargento tem por objetivo principal a capacitação ao exercício do comando de pequenas frações de sua respectiva Arma. Ainda, consolidam-se o aperfeiçoamento das técnicas individuais do combatente, o elevado padrão de ordem unida e o contínuo desenvolvimento da capacidade física.

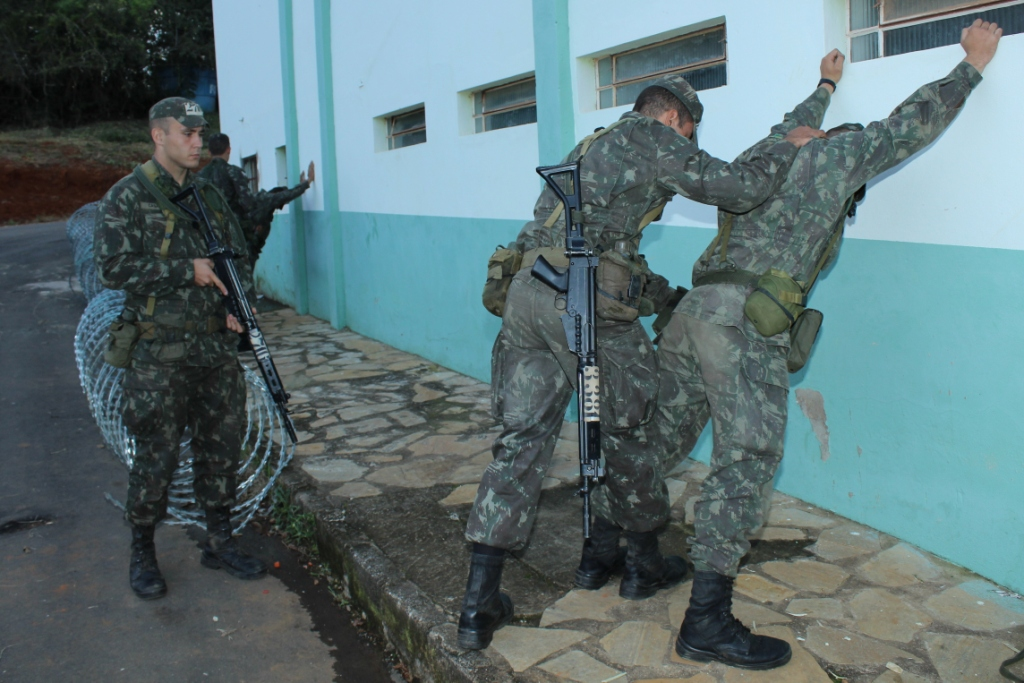
Curso de Infantaria realizando adestramento em Operações de Garantia da Lei e da Ordem.

Neste período, bastante dinâmico, o aluno recebe instruções específicas das armas de Infantaria, Cavalaria, Artilharia, Engenharia e Comunicações, oportunidade em que o espírito de corpo da arma desenvolvido e consolidado.
A qualificação e a intensificação das atividades militares têm por objetivo principal a habilitação ao exercício de cargos e funções inerentes ao terceiro-sargento e ao segundo-sargento não aperfeiçoado, em condições de combate e em tempo de paz.
Cada curso possui seu quadro de instrutores e monitores, para uma perfeita execução do ensino e permanente ação educacional. Dentre as atividades escolares, destacam-se as atividades da Seção de Instrução Especial (SIEsp), o Estágio Preparatório de Corpo de Tropa (EPCT), realizado nas OM do Corpo de Tropa, a Manobra Escolar, as competições esportivas internas e a MAREXAER (competição esportiva com as escolas militares congêneres, da Marinha e da Força Aérea).

A Manobra Escolar é a oportunidade em que os alunos aplicam os conhecimentos técnicos e táticos adquiridos durante o ano de instrução. Consta de um exercício no terreno, com o emprego de todos os cursos, no qual se desenvolve a capacidade de liderança militar e a ação de comando dos participantes. . 

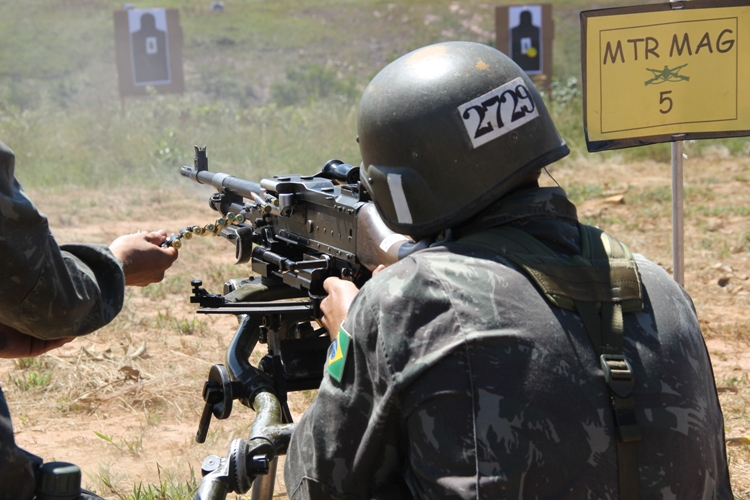
Curso de Infantaria realizando o tiro da Metralhadora 7,62 mm MAG

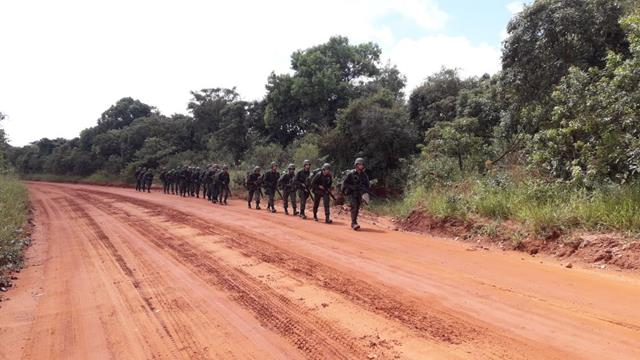
Foto de uma patrulha realizando uma marcha na Operação Furacarta, o mais tradicional Exercício de Longa Duração do Curso de Cavalaria da ESA.

A formação profissional do Sargento Combatente de Exército é a razão de ser da Escola. Ao final do curso, o concludente é declarado 3º Sargento de Carreira Combatente do Exército Brasileiro e ocupará os cargos previstos nos Quadro de Organização da Força Terrestre. Ainda neste contexto, ressalta-se a liderança junto às pequenas frações tão necessária para enfrentar os desafios do Século XXI com profissionalismo e comprometimento com o nosso Exército Brasileiro.

#### Histórico do 2º Ano do CFGS
Até o ano de 2018 o 2º Ano do CFGS era denominado Período de Qualificação (PQ). Período que o aluno do curso de formação realizava na ESA sua qualificação para as Armas, e após o reconhecimento do curso para o nível superior tecnólogo foi renomeado para 2º Ano do CFGS.

#### Cursos

##### Curso de Infantaria
O Curso de Infantaria da ESA habilita o militar a ocupar cargos e a exercer funções próprias do 3º Sargento comandante de pequenas frações. O aluno conta com diversas instruções em campo e em salas de aula, capacitando-o a desempenhar as atividades operacionais e administrativas no Exército Brasileiro. Durante o ano, procurando desenvolver a formação profissional do militar de Infantaria, o curso desempenha as seguintes atividades e exercícios:
1. Recepção e batizado aos novos integrantes da Arma de Infantaria, demonstrando valores e virtudes do militar de Infantaria
2. Exercícios de curta e longa duração, sempre procurando desenvolver as atividades características da Arma de Infantaria
3. Tiro das armas coletivas
4. Exercício de Desenvolvimento da Liderança (EDL) - Prova Sgt. Max Wolf Filho
5. Missões Manda Brasa
6. Operações de Garantia da Lei e da Ordem (GLO)
7. Exercício de Operações Ofensivas e Defensivas
8. Operações Ribeirinhas
9. Atividades Aeromóveis com apoio da Aviação do Exército
10. Realização de Estágios de Montanha, Caatinga, Pantanal e Aeromóvel
11. Manobra Escolar juntamente com os Cadetes da AMAN

##### Curso de Cavalaria
O Curso de Cavalaria da Escola de Sargentos das Armas habilita o seu concludente a ocupar cargos e a exercer funções próprias do 3º Sargento Combatente, líder das pequenas frações elementares orgânicas das Organizações Militares de Corpo de Tropa da Arma de Cavalaria, dentre as quais estão o Grupo de Exploradores, Grupo de Combate, Seção de Viatura Blindada de Reconhecimento e a Peça de Apoio.

Para tal, são ministradas disciplinas versando sobre o emprego tático da arma, Comunicações, Topografia, Patrulhas, Operações de Garantia da Lei e da Ordem, Armamento e Viaturas orgânicas da arma (Viatura Tática Leve (VTL) Marruá, Viatura Blindada de Transporte de Pessoal (VBTP) EE-11 URUTU, além da Viatura Blindada de Reconhecimento (VBR) EE-9 CASCAVEL), além de Administração Militar, Instrução Geral, Treinamento Físico Militar, História Militar, Informática e, mais recentemente, os alunos estão recebendo instrução de Língua Inglesa ,conteúdo comum a todas as armas.

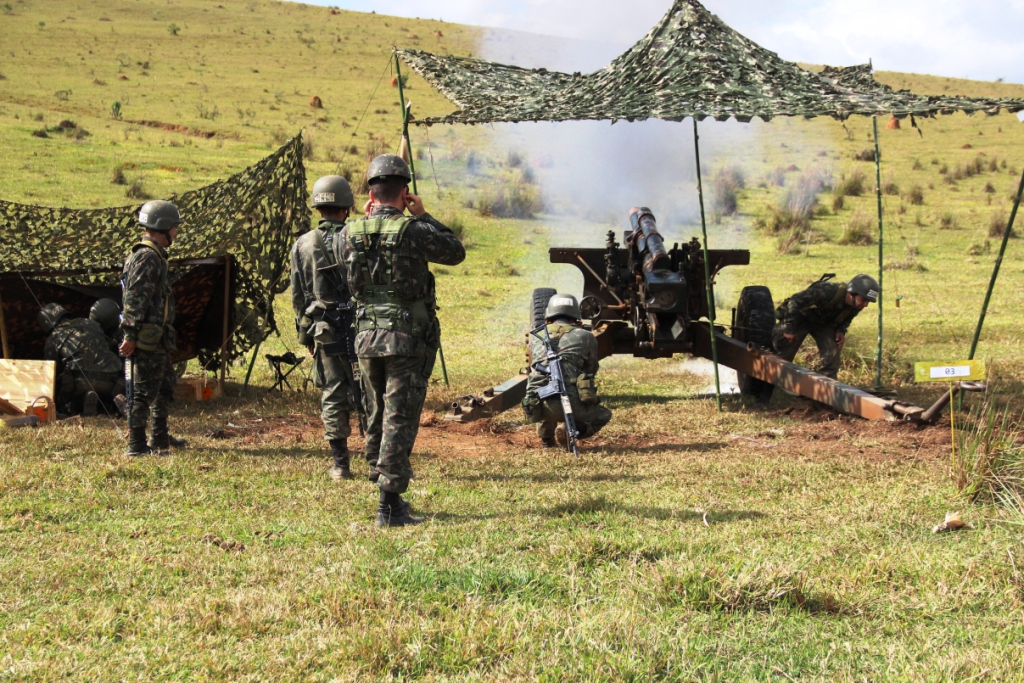
Execução de tiro real de artilharia no 3º Exercício de Longa Duração do Curso de Artilharia.

A Equitação, instrução típica da Arma de Cavalaria, visa a  desenvolver diversos conteúdos atitudinais, tais como a coragem, iniciativa, agilidade, que mantêm acesas as tradições da arma.
Os exercícios de curta e longa duração, além da formação profissional assentada em valores como a ética, a moral e a disciplina, aliados ao culto às tradições do Exército Brasileiro e da Arma, ajudam a forjar o futuro líder, preparando-o, também, para o exercício das funções de instrutor e monitor do corpo de tropa.

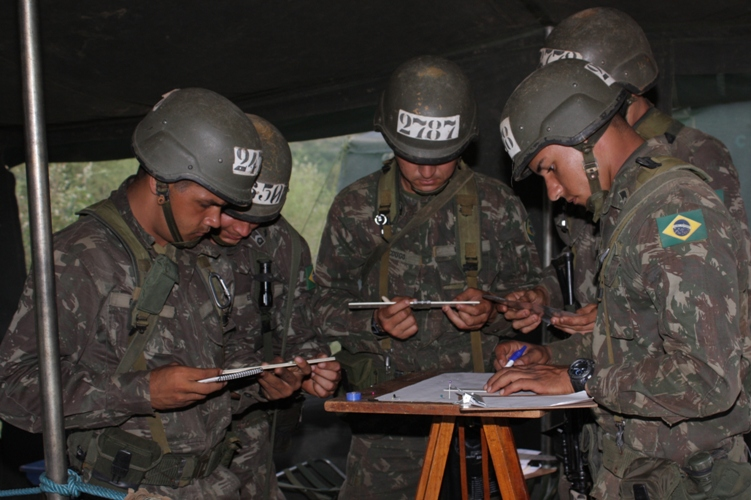
Alunos do Curso de Artilharia realizando os cálculos necessários para a precisão do tiro de artilharia,

##### Curso de Artilharia
O curso de Artilharia da ESA tem por missão habilitar o aluno para os cargos de sargento não-aperfeiçoado, capacitando-o a desempenhar as principais funções e atividades operacionais de guerra e não guerra, administrativas e da Justiça Militar, previstas para sua Qualificação Militar, tais como atuar como Instrutor e Monitor; comandar ou chefiar as frações de tropa compatíveis com a sua graduação e correspondente à sua Qualificação Militar de Sargento – no caso da Artilharia; e participar, no contexto da Força Terrestre, como elemento essencial de sua estrutura, atuando como elo fundamental entre o comando e a tropa.
Durante o período de Qualificação, são ministradas as seguintes disciplinas: Treinamento Físico Militar, Armamento, Munição e Tiro II, Língua Inglesa, Instrução Especial, História Militar do Brasil,Instrução Geral II, Técnicas de Artilharia, Linha de Fogo, Topografia, Emprego de Artilharia.

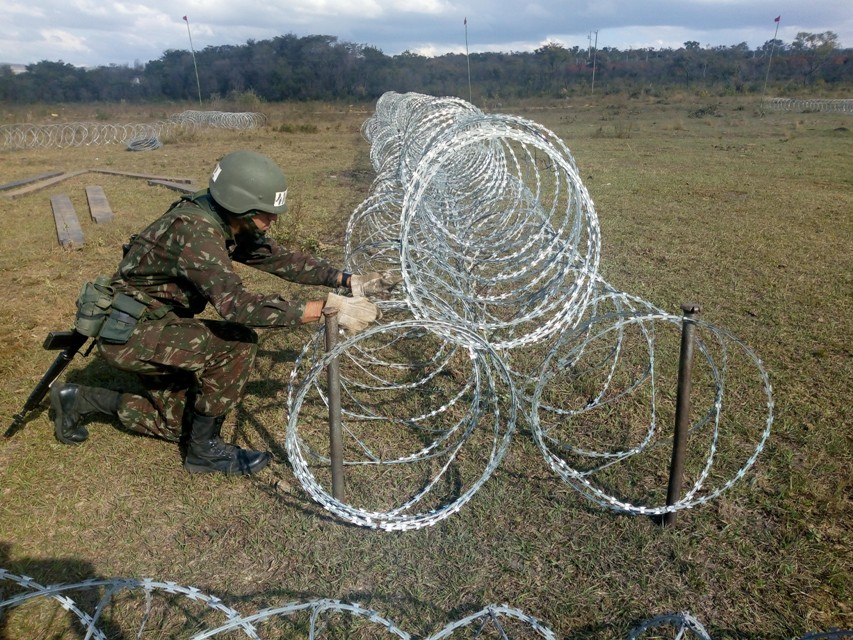
Aluno de Engenharia montando um obstáculo com o uso concertina.

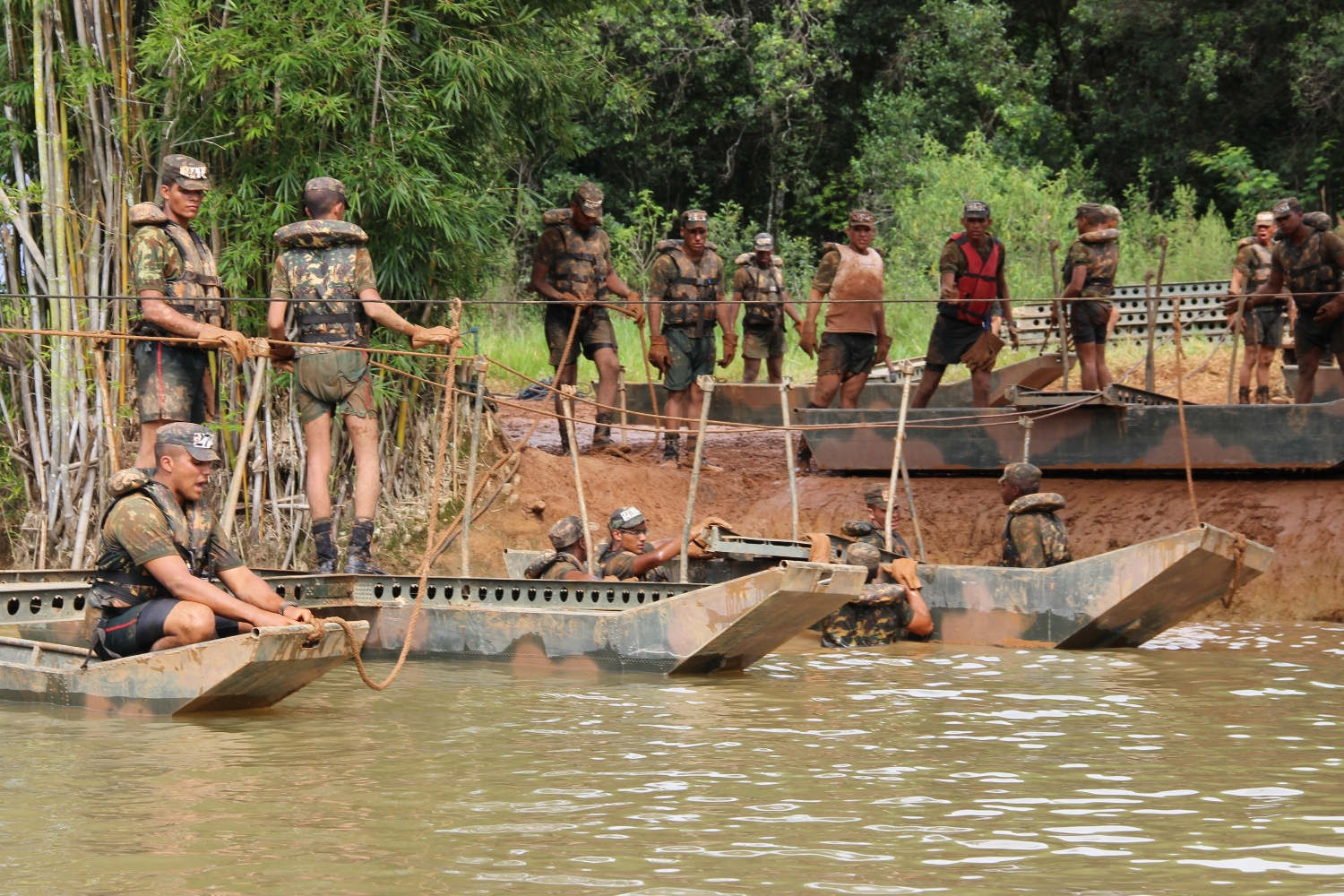
Montagem de uma Passadeira Flutuante de Alumínio durante o 1° Exercício de Longa Duração do Curso de Engenharia.

##### Curso de Engenharia
O Curso de Engenharia da Escola de Sargentos das Armas habilita o seu concludente a ocupar cargos e a exercer funções próprias do 3º Sargento Combatente, líder das pequenas frações elementares orgânicas das Organizações Militares de Corpo de Tropa da Arma de Engenharia. Dentre as inúmeras atividades realizadas pelo aluno do Curso de Engenharia, destacam-se:
- Montagem e operação de uma equipagem de passadeira, com o objetivo de apoiar a arma-base na transposição de um curso d´água obstáculo;
- Utilização de Ponte Pesada para transpor o comboio de viaturas em operações de combate;
- Instrução de navegação a motor em bote pneumático;
- Instrução em conjunto com a Arma de Infantaria (Operação Ribeirinha);
- Instrução de organização do terreno, lançando obstáculos de arame (concertina);
- Instrução de detecção de minas em área minada;
- Instrução de tratamento de água em campanha;
- Instrução de manutenção e construção de estradas;
- Instrução de equipamento de Engenharia;
- Instrução de Montagem e Operação da Portada Leve;
- Instrução com a equipagem M4T6;
- Instalação de carga explosiva com explosivo plástico;
- Disputa da tradicional Regata da Engenharia, entre alunos da Engenharia.

##### Curso de Comunicações
Além das instruções comuns a todos os cursos, que englobam, dentre outras matérias, "Treinamento Físico Militar", "Instrução Geral" e "Comando, Chefia e Liderança", o aluno do Curso de Comunicações, na Escola de Sargentos das Armas, recebe instruções específicas de sua arma:
- "Técnica Militar",  na qual o aluno tem o primeiro contato com os equipamentos rádio que empregarão nas atividades desempenhadas pela Arma, bem como toda estrutura física necessária que se deve ter para manter o sistema de comunicações, seja ele através do fio ou por propagação de ondas;
- "Fundamento das Comunicações", que é a matéria base que ensina o instruendo a conhecer tanto a parte de elétrica, fundamental à energização do sistema eletrônico empregado, quanto o estabelecimento dos enlaces por ondas eletromagnéticas;
- "Emprego das Comunicações", na qual o aluno aprende como funciona o planejamento de Comunicações em apoio às outras Armas levando em consideração a peculiaridade de cada uma delas nos diversos tipos de operações.

Para desenvolver esse conteúdo, o aluno conta com instruções em campo, em salas de aula, em sala preparada para utilizar equipamentos-rádio em grandes bancadas energizadas e uma moderna sala de cibernética.

#### Seções de Instrução

##### Seção de Instrução Especial - SIEsp

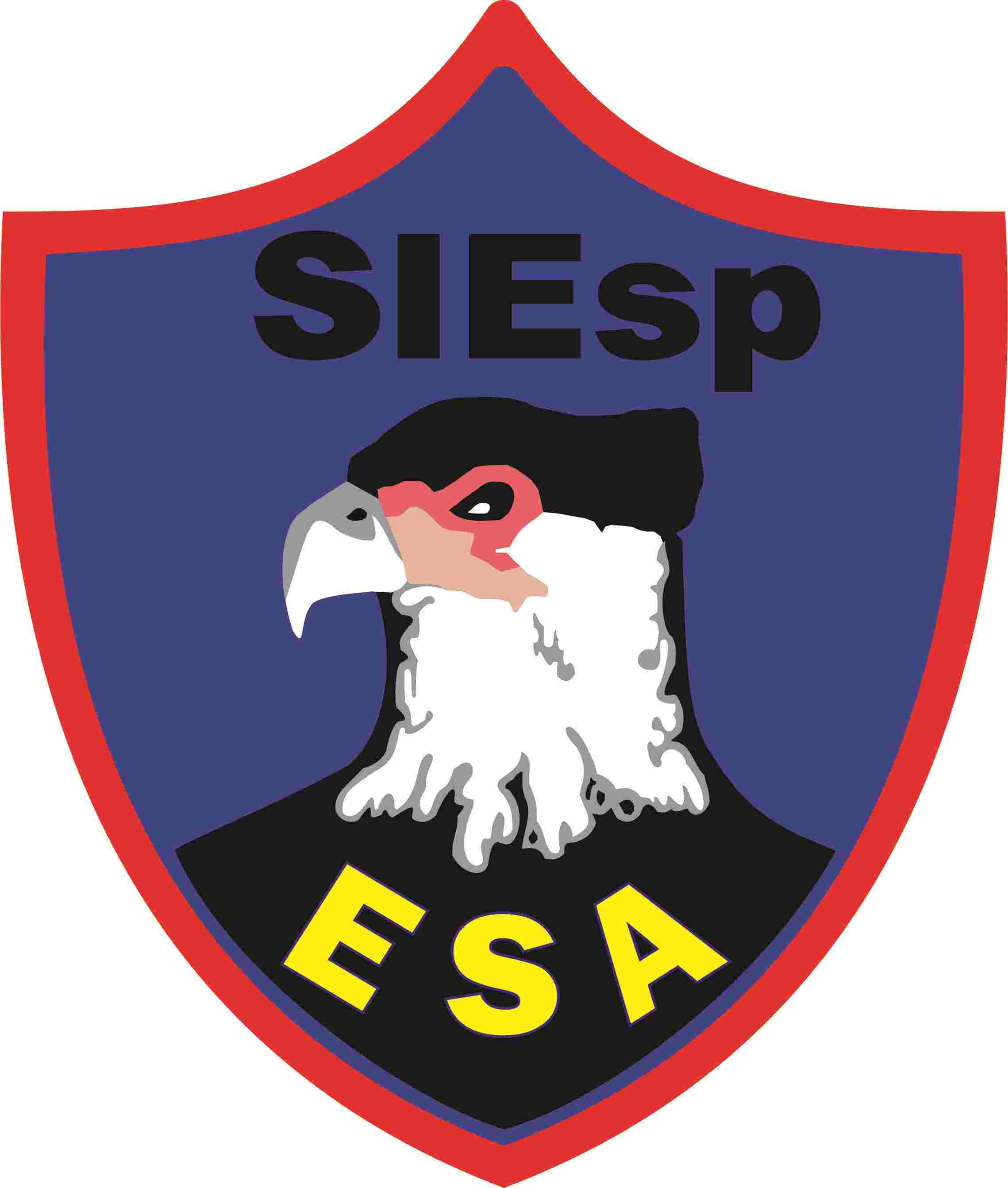
Símbolo da Seção de Instrução Especial(SIEsp) da ESA.

A denominação histórica: Seção de instrução Especial (SIEsp) é decorrente de sua criação oficial pelas Portarias n.º 101 - EME-Res e 107 - 1ª SCh/EME-Res, ambas de 28 de julho de 2005. Desta forma, essa data ficou oficializada como o dia de criação da SIEsp/ESA.
Em 28 de setembro de 2005, foi realizada pelo então Comandante da Escola de Sargentos das Armas, General de Brigada Arakem de Albuquerque, a 1.ª Reunião e como diretriz interna foi criado o núcleo de implantação da seção, composto por oficias e graduados do Corpo de Alunos e do Batalhão de Comando e Serviços deste estabelecimento de ensino.
Os trabalhos foram divididos em 3 (três) fases: a 1.ª (primeira) e a 2.ª (segunda) fases, no período de setembro de 2005 a dezembro de 2006, destinaram-se ao planejamento e reconhecimento dos estágios de instrução especial, bem como a elaboração de projetos e aquisição de materiais a serem empregados nos referidos estágios. A 3.ª (terceira) fase iniciou-se a partir de janeiro de 2007 e caracterizou-se pelo funcionamento pleno da seção de instrução com a execução do Estágio Básico de Instruções Especiais (EBIE), dividido em 3 (três) turnos e o Estágio de Operações de Garantia da Lei e da Ordem (EOpGLO), dividido em 2 (dois) turnos.
No ano de 2011, por imposição do Departamento de Educação e Cultura do Exército (DECEx), foi feita a mudança do EOpGLO para o Estágio de Operações Contra Forças Irregulares (EOpCFI).

###### Missão
Observar, estimular e desenvolver no futuro sargento combatente de carreira, atributos das áreas cognitiva, psicomotora e principalmente, afetiva, por intermédio do planejamento, da coordenação e da condução de seus Estágios de Instrução Especial, impondo-lhe dificuldades de caráter físico, sob pressão psicológica controlada, buscando-se a máxima imitação do combate em ritmo de operações continuadas.

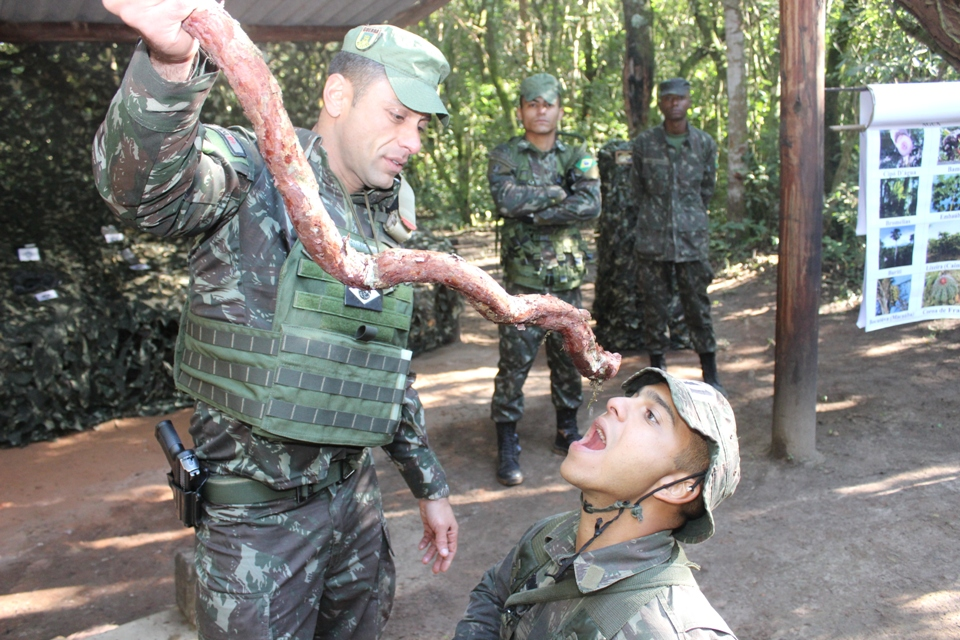
Instrução de Obtenção de Água realizada por alunos do Curso de Artilharia e de Comunicações.

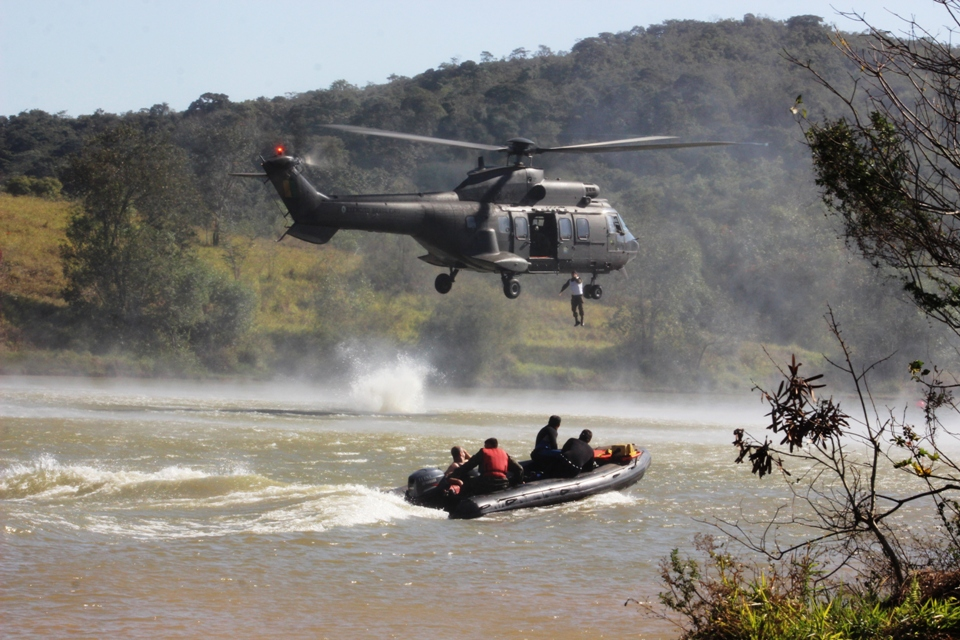
Realização da técnica de Helocasting por alunos da ESA durante a Semana de Técnicas Aeromóveis coordenada pela SIEsp e com o apoio de militares e helicópteros da Aviação do Exército.

###### Estágio Básico de Instruções Especiais (EBIE)
O Estágio é desenvolvido na área de instrução especial localizada no Campo de Instrução General Moacir Araújo Lopes (CIGMAL). O estagiário recebe instruções sobre noções gerais de Sobrevivência, Apronto Operacional, Obtenção de Alimentos de Origem Animal e Vegetal, Obtenção de Água e Fogo, Construção de Abrigos Improvisados e Semipermanentes, Armadilhas para Caça, Pesca e Antipessoais, Animais Peçonhentos e Venenosos, Tiro Rápido Diurno e Noturno, Orientação Diurna e Noturna, Primeiros Socorros, Peconha, Transposição de Obstáculos (Pista de Cordas), e ao final realiza a operação General Pinheiro (Evasão).
A partir de 2012, a SIEsp conta com apoio de oficiais e graduados das seguintes Organizações Militares e Centros de Instrução, para realização do EBIE: Centro de Instrução de Guerra na Selva (CIGS), Manaus-AM; 11º Batalhão de Infantaria de Montanha (11º BI Mth), São João del Rei-MG; 72.º Batalhão de Infantaria Motorizado (72º BI Mtz), Petrolina-PE; 17º Batalhão de Fronteira (17º B Fron), Corumbá-MT; Centro de Instrução de Operações Especiais (CIOpEsp), Niterói-RJ; e Companhia de Precursores Paraquedista (Cia Prec Pqdt), Rio de Janeiro-RJ.

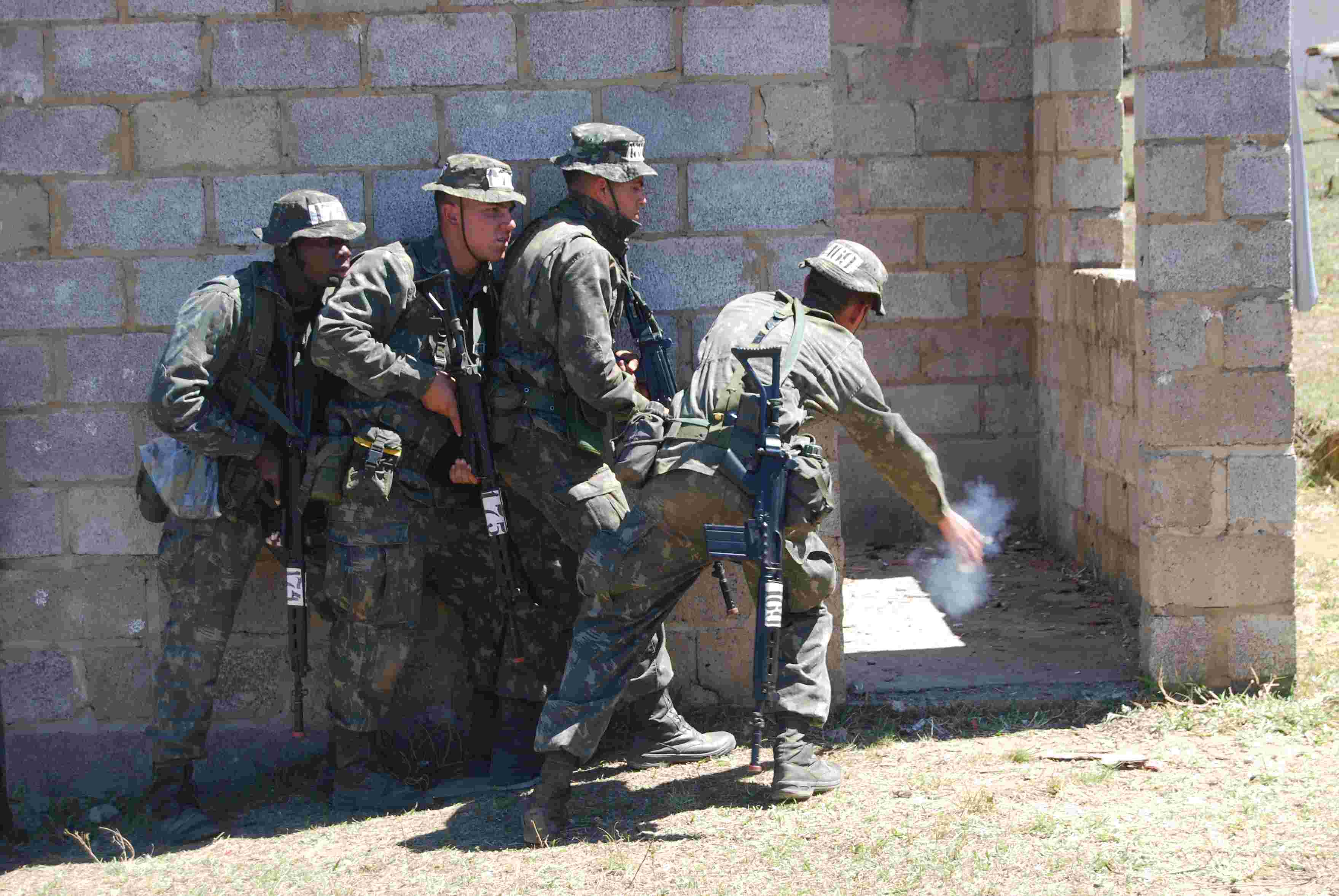
Instrução de Estouro de Aparelho no Estágio de Operações Contra Forças Irregulares da SiEsp/ESA no Campo de Instrução General Moacir Araújo Lopes (CIGMAL).

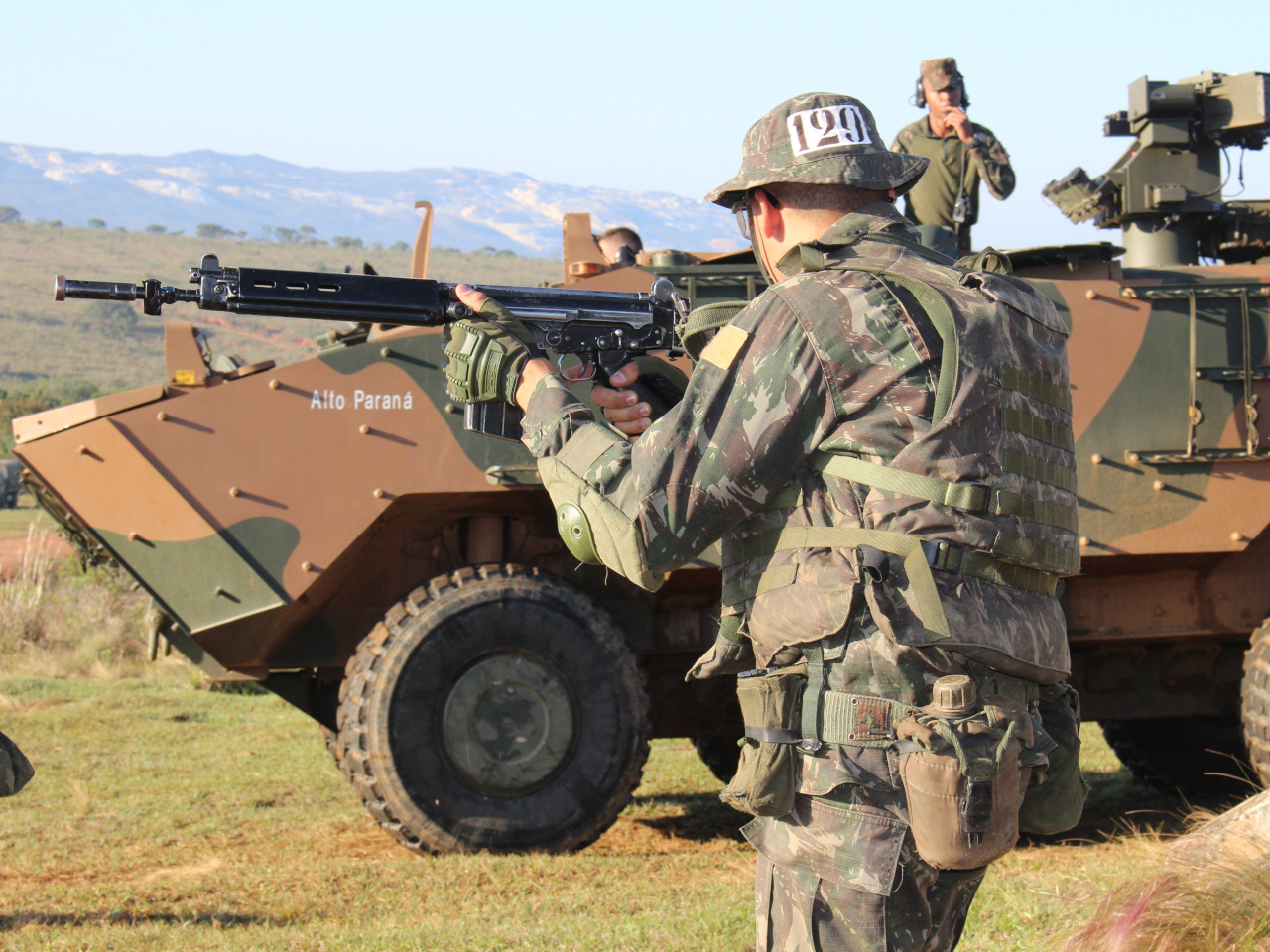
Instrução de Progressão com a VBTP-MR Guarani, com o apoio de militares oriundos da 15.ª Brigada de Infantaria Mecanizada, durante o Estágio de Operações Contra Forças Irregulares da SIEsp/ESA.

###### Estágio de Operações Contra Forças Irregulares (EOpCFI)
O EOpCFI é desenvolvido nos municípios de São Tomé das Letras-MG, São Bento Abade-MG e Luminárias-MG, em uma área de operações com ambientes urbano e rural, onde os estagiários planejam e executam operações do tipo polícia, tais como: Operações de Busca e Apreensão (OBA), Postos de Bloqueio e Controle de Estradas (PBCV) e vasculhamento; e operações de combate, como: cobertura de ponto, espera, contato, emboscada, cobertura de cachê. Por fim, realiza-se um assalto a um centro de treinamento de guerrilha. Neste estágio, é desenvolvido no aluno a capacidade de comandar pequenas frações em Operações Contra Forças Irregulares.
A partir de 2012 a SIEsp/ESA conta com apoio de oficiais e graduados das seguintes Organizações Militares e Centros de Instrução, para realização do EOpCFI: Centro de Instrução de Guerra na Selva (CIGS), Manaus-AM; Goiânia-GO; 1º Batalhão de Ações de Comandos (1º BAC), Goiânia-GO; 11º Batalhão de Infantaria de Montanha (11º BI Mth), São João del Rei-MG; 17º Batalhão de Fronteira (17º B Fron), Corumbá-MT; Centro de Instrução de Operações Especiais (CIOpEsp), Niteroi-RJ; 26º Batalhão de Infantaria Paraquedista (26º BI Pqdt), Rio de Janeiro-RJ; 4º Batalhão de Infantaria Leve (4º BIL), Osasco-SP e Companhia de Precursores Paraquedista (Cia Prec Pqdt), Rio de Janeiro-RJ.

###### Distintivo Gavião
Os alunos destaques nos estágios realizados pela Seção de Instrução Especial (EBIE e EOpCFI) recebem o distintivo “GAVIÃO” e ganham o direito de utilizá-lo nas suas fardas no ano de instrução. Além do distintivo, os alunos destaques recebem um Diploma, confeccionado pelo Comando da ESA e uma lembrança da SIEsp.

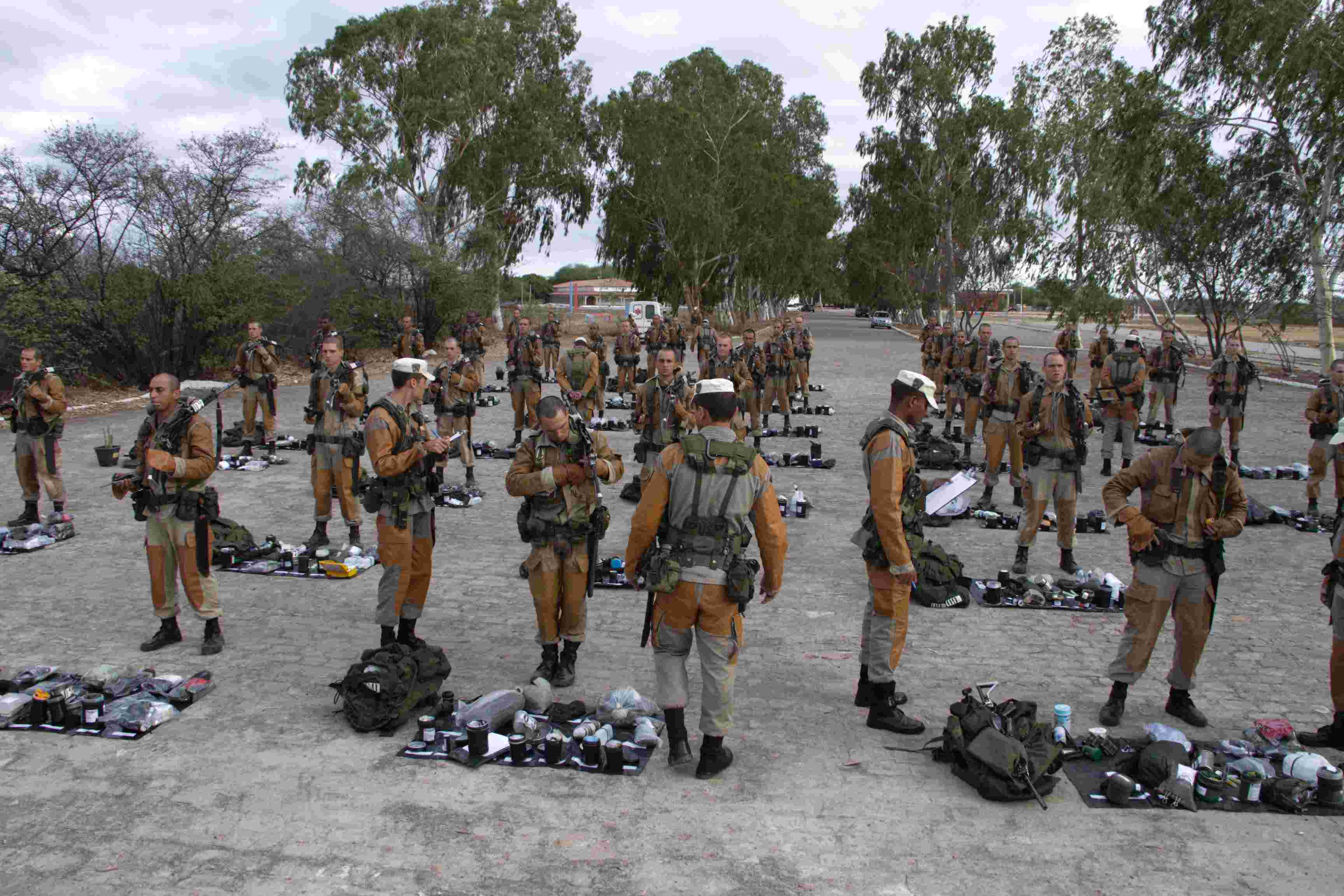
Alunos da ESA realizando Estágio de Operações na Caatinga através de um Pedido de Cooperação de Instrução da SIEsp/ESA.

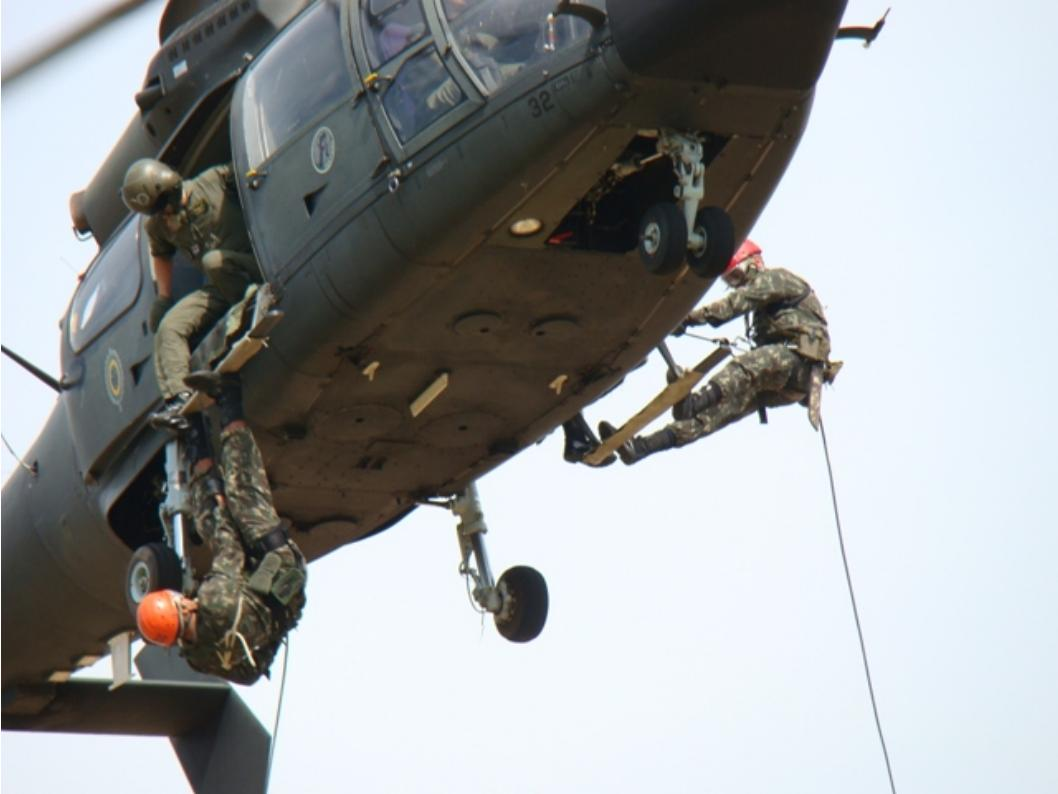
Semana de Técnicas Aeromóveis realizada pela SIEsp, com o apoio de militares e helicópteros da Aviação do Exército.

###### Pedidos de Cooperação de Instrução (PCI)

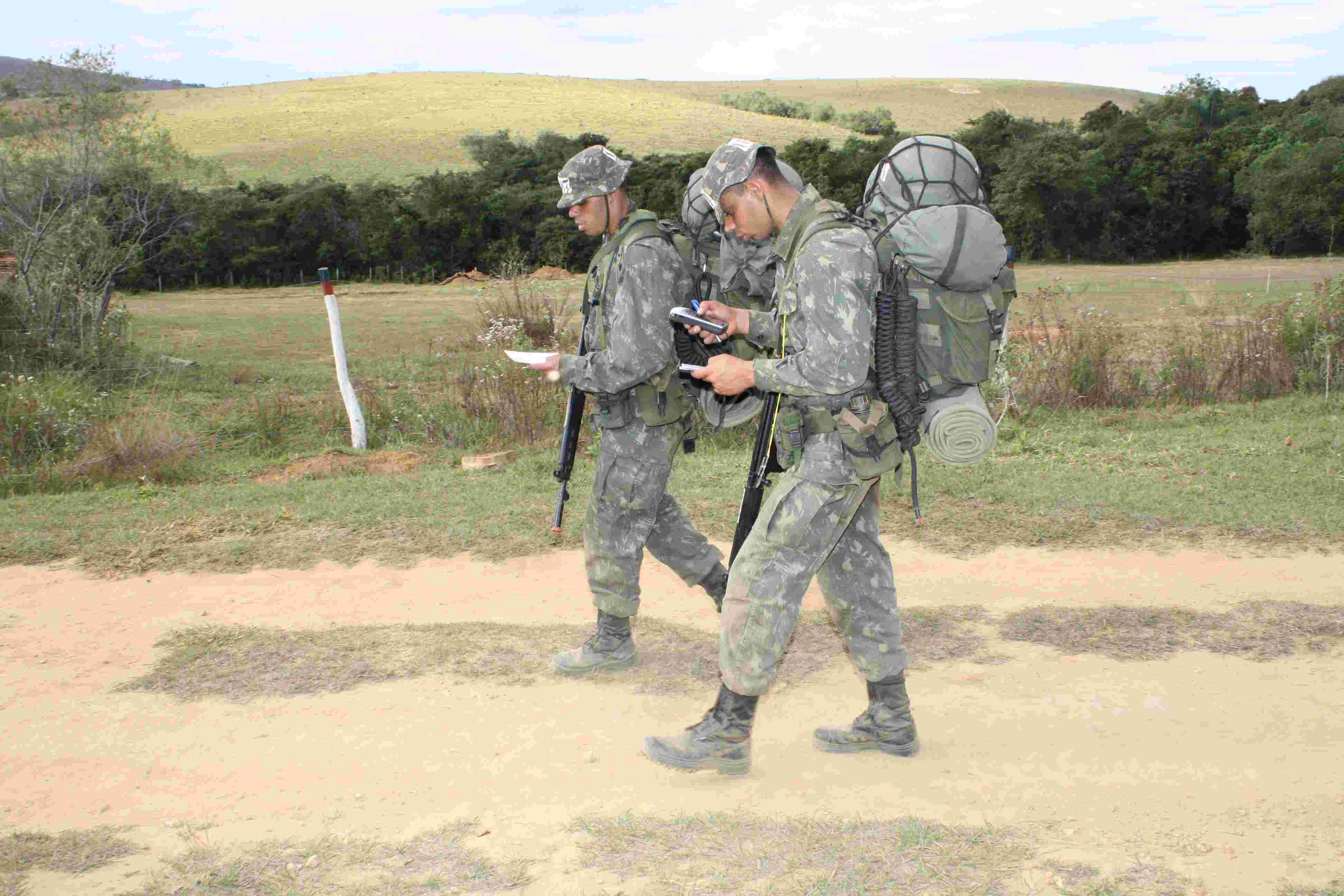
Instrução de Orientação Diurna por alunos da ESA durante o Estágio Básico de Instruções Especiais.

A SIEsp possibilita uma melhor capacitação dos alunos que se destacam nos seus estágios, assim como, dos seus instrutores, por intermédio de estágios operacionais. Esses estágios são realizados em Centros de Instrução e Unidades de Emprego Peculiar do Exército, por meio dos Pedidos de Cooperação de Instrução solicitados pela seção. Atualmente, são realizados os seguintes estágios: Adaptação e Operações na Caatinga, no 72º BIMtz, em Petrolina-PE; Estágio de Operações no Pantanal, no 17º B Fron, em Corumbá-MS; Estágio Básico do Combatente de Montanha, no 11º BI Mth, em São João Del Rei-MG e no 10º BIL, em Juiz de Fora-MG; Estágio de Operações Aeromóveis, no CIAvEx, em Taubaté-SP e aplicações táticas, no BOPE/PMRJ, no Rio de Janeiro-RJ; caçador, na AMAN, em Resende-RJ; e Operações de Garantia da Lei e da Ordem, no Centro de Instrução de Operações de Garantia da Lei e da Ordem (CI Op GLO), em Campinas-SP.

##### Seção de Educação Física (SEF)
A Seção de Educação Física tem como missão planejar, organizar e supervisionar o treinamento das equipes desportivas do Corpo de Alunos e o Treinamento Físico Militar (TFM) dos alunos e do corpo permanente da ESA, garantindo a correta execução da atividade física planejada. Planejar e dirigir as competições desportivas no âmbito da ESA, assim como aplicar as avaliações de Treinamento Físico Militar nos alunos e no corpo permanente da ESA.
Durante o ano letivo, são realizados diversos amistosos das equipes da ESA com as escolas afins (EsPCEx, EPCAR, EsSLOG, AMAN), além da Corrida Guararapes, Corrida Duque de Caxias e a MAREXAER.

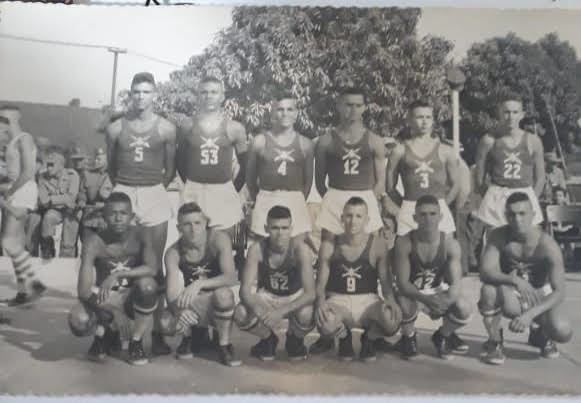
Atletas do Curso de Infantaria da ESA/1957

###### Seção de Tiro da ESA

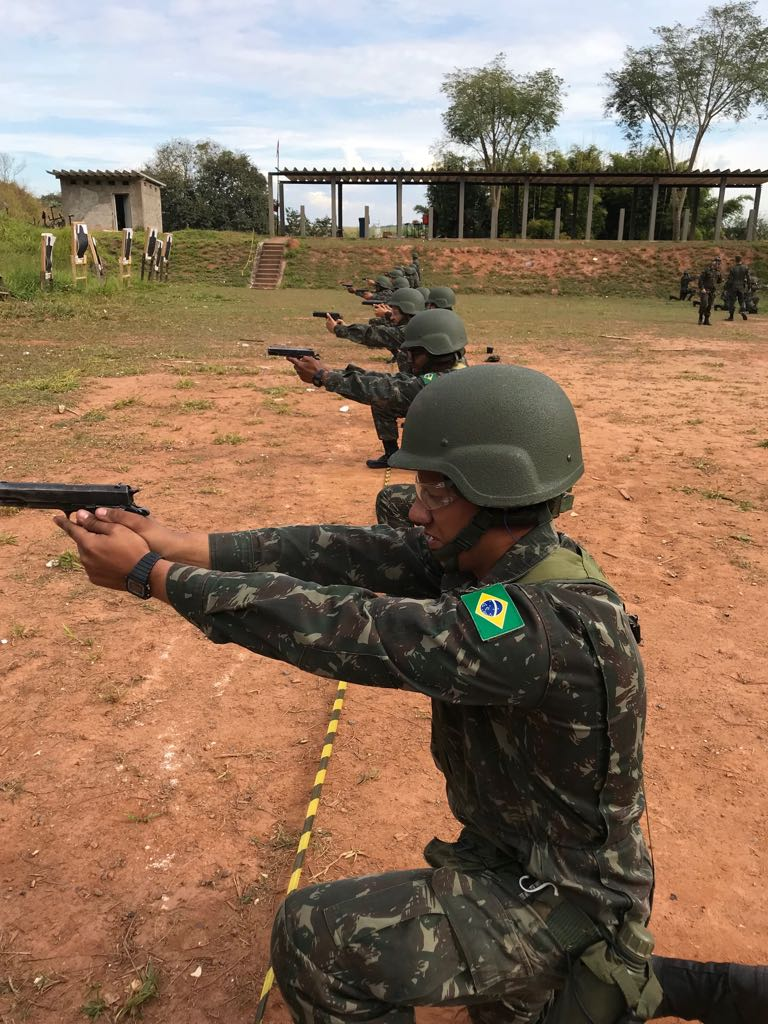
Instrução de tiro de Pistola IMBEL M973 no Estande de Tiro da ESA.

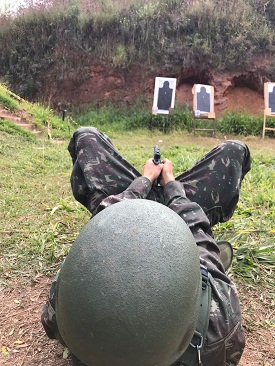
Realização do Tiro de Combate no estande de tiro da Seção de Tiro da ESA.

A Seção de Tiro da Escola de Sargentos das Armas tem por missão formar o 3º sargento combatente de carreira de Monitor de Tiro dos Corpos de Tropa, produzindo e aperfeiçoando conhecimentos relacionados ao tiro com armas portáteis de dotação da força terrestre. Além de realizar pesquisas e experimentações doutrinárias sobre o tiro de combate e esportivo no âmbito do Exército.
A principal atividade desenvolvida pela Seção de Tiro da ESA é a condução dos módulos de tiro de combate previstos no Caderno de Instrução de Tiro de Combate (CITC).
Hoje, o aluno da ESA se forma conhecendo praticamente todo o extenso e moderno CITC.

## O Curso de Sargento das Armas
O aluno vive em regime de internato durante todo o período de formação sendo alojado, alimentado e fardado por conta do Estado, além de receber proventos previstos em lei. Participa, ainda, de atividades sociais, culturais, recreativas e esportivas, patrocinadas pela ESA e pelo Grêmio dos Alunos da ESA (GRESA).
O aquartelamento da ESA está sediado em Três Corações-MG, cidade localizada na região Sul de Minas, às margens do Rio Verde e são utilizados dois campos de instrução nas atividades de formação do aluno: do Atalaia e o General Moacir Araújo Lopes (CIGMAL), os quais distam cerca de 4 e 42 km, respectivamente, da ESA.
A formação profissional do Sargento Combatente do Exército é a razão de ser da Escola. Todas as atividades do ano letivo são desenvolvidas com a finalidade de capacitar o aluno ao exercício das funções a serem desempenhadas nos corpos de tropa.
O ensino, fundamentalmente técnico-profissional, é ministrado de forma prática, considerando que o futuro sargento deve ser, ao mesmo tempo, chefe e executante. As Instruções são dinâmicas e os princípios do “aprender a aprender”, operacionalizados em todas as disciplinas, permite ao futuro sargento auto aperfeiçoar e crescer pessoal e profissionalmente, fruto desta atitude.
As atividades de instrução desenvolvem-se em ritmo intenso. Busca-se, constantemente, a imitação das condições de combate. O aluno desempenha, sob a orientação dos instrutores e monitores, funções de executante e de comandar, quais serão exercidas nos corpos de tropa.
O Treinamento Físico Militar (TFM), alvo de atenção especial, fortalece a têmpera do aluno e capacita-o a liderar o seu grupo, sob quaisquer condições.
A manobra escolar é a oportunidade em que os alunos aplicam os conhecimentos técnicos e táticos adquiridos durante o ano de instrução. Consta de um exercício no terreno, com o emprego de todos os cursos, no qual se desenvolve a capacidade de liderança militar e a ação de comando dos participantes. “A manobra escolar é o coroamento do ano de instrução”.
A cerimônia de encerramento do curso é o ponto culminante e o marco de encerramento do ano escolar, na qual há a devolução do Sabre Sgt Max Wolff Filho, a entrega dos diplomas e a promoção dos alunos à graduação de 3º Sargento, finalizando com a tradicional passagem final pelos Portões Monumentais da ESA.

### Nomes das Turmas de Formação
1. 1946 - "Primeira Turma da ESA" - Nome não oficial
2. 1947 -
3. 1948 -
4. 1949 -
5. 1950 - "Primeira Turma CFS[nota 2] Formada em Três Corações/MG" - Nome não oficial
6. 1951 -
7. 1952 - Turma CFS Duque de Caxias (Turma Sargento Wollff e Turma Gal Mallet)
8. 1953 -
9. 1954 -
10. 1955 -
11. 1956 - Turma CFS General Lott
12. 1957 -
13. 1958 -
14. 1959 - Turma CFS Monte Castello
15. 1960 - Turma CFS Brasília
16. 1961 - Turma CFS Guararapes
17. 1962 - Turma CFS Marechal Rondon
18. 1963 - Turma CFS Sargento Orlando Randy
19. 1964 - Turma CFS Aluno Pires
20. 1965 - Turma CFS Sargento Camargo
21. 1966 - Turma CFS Tiradentes
22. 1967 - Turma CFS Marechal Castelo Branco
23. 1968 - Turma CFS Tenente Castro Viana
24. 1969 - Turma CFS Marechal Mascarenhas de Morais
25. 1970 - Turma CFS Engenharia Conrado Bittencourt (3º Batalhão de Engenharia de Combate)
26. 1970 - Turma CFS Cavaleiro Blindado Turma Sargento Iesse (1º Batalhão de Carros de Combate)
27. 1971 - Turma CAS[nota 3] 1º Turno Sargento Camargo
28. 1971 - Turma CAS 2º Turno Sargentos Albrey, Eliseu e Ruy
29. 1972 - Turma CAS 1º Turno Sesquicentenário
30. 1972 - Turma CAS 2º Turno Inconfidência Mineira
31. 1973 - Turma CAS 1º Turno Santos Dumont
32. 1973 - Turma CAS 2º Turno General Plácido de Castro
33. 1974 - Turma CAS 1º Turno General Dale Coutinho
34. 1974 - Turma CAS 2º Turno Integração
35. 1975 - Turma CAS 1º Turno Sargento Wolff
36. 1975 - Turma CAS 2º Turno Marechal Juarez Távora
37. 1976 - Turma CAS 1º Turno Tuiuti
38. 1976 - Turma CFS Cavalaria Marechal José Pessoa (12º Regimento de Cavalaria Mecanizado)
39. 1976 - Turma CAS 2º Turno Avaí
40. 1977 - Turma CFS Sargento Sílvio Delmar Holenbach
41. 1978 - Turma CFS Sargento Carlos Argemiro Camargo[48]
42. 1979 - Turma CFS Sargento Mário Kozel Filho[49]
43. 1980 - Turma CFS Centenário da Morte do Duque de Caxias[50]
44. 1981 - Turma CFS Brigadeiro Eduardo Gomes[51]
45. 1982 - Turma CFS General Milton Tavares de Souza[52]
46. 1983 - Turma CFS 31 de março[53]
47. 1984 - Turma CFS Centenário de Três Corações[54]
48. 1985 - Turma CFS Monte Castelo[55][56]
49. 1986 - Turma CFS Voluntários da Pátria[57][58]
50. 1987 - Turma CFS Benjamin Constant[59]
51. 1988 - Turma CFS General de Exército Ariel Pacca da Fonseca
52. 1989 - Turma CFS Centenário da República[60]
53. 1990 - Turma CFS Montese[61]
54. 1991 - Turma CFS Tenente Antônio João[62]
55. 1992 - Turma CFS Bicentenário da Morte de Tiradentes.[63]
56. 1993 - Turma CFS Olavo Bilac[64]
57. 1994 - Turma CFS Cinquentenário da Força Expedicionária Brasileira[65]
58. 1995 - Turma CFS Jubileu de Ouro da ESA[55]
59. 1996 - Turma CFS Brigadeiro Antônio de Sampaio[66]
60. 1997 - Turma CFS Castelnuovo[67]
61. 1998 - Turma CFS Guararapes 350 Anos[68]
62. 1999 - Turma CFS João Carlos de Oliveira "João do Pulo"[69]
63. 2000 - Turma CFS 500 Anos do Descobrimento do Brasil
64. 2001 - Turma CFS Sargento Max Wolf Filho
65. 2003 - Turma CFS Bicentenário de Caxias[70]
66. 2004 - Turma CFS General Moacir Araújo Lopes[71]
67. 2005 - Turma CFS General Plínio Pitaluga[72]
68. 2006 - Turma CFS General Pinheiro[73]
69. 2007 - Turma CFS Marechal Zenóbio da Costa[74]
70. 2008 - Turma CFS Bicentenário Marechal Osório[75]
71. 2009 - Turma CFS Marechal Waldemar Levy Cardoso[76]
72. 2010 - Turma CFS Bicentenário do Brigadeiro Sampaio[77]
73. 2011 - Turma CFS Centenário do Sargento Max Wolf Filho
74. 2012 - Turma CFS Sargento-Mor Antônio Dias Cardoso
75. 2013 - Turma CFS Centenário de Frei Orlando
76. 2014 - Turma CFS Os 68 Sargentos Heróis da FEB
77. 2015 - Turma CFS 70 Anos da Vitória da FEB
78. 2016 - Turma CFS 150 anos da Batalha de Tuiuti
79. 2017 - Turma CFS Retirada da Laguna
80. 2018 - Turma CFS 150 Anos da Batalha de Itororó[78]
81. 2019 - Turma CFS Centenário da Missão Militar Francesa no Brasil
82. 2020 - Turma CFGS[nota 4] 150 Anos Campanha da Tríplice Aliança
83. 2021 - Turma CFGS 3º Sargento Nilo Moraes Pinheiro, Herói da FEB[79]
84. 2022 - Turma CFGS Bicentenário da Independência do Brasil do Brasil[80]
85. 2023 - Turma CFGS Bicentenário do Tenente Antônio João Ribeiro[81]
86. 2024 - Turma CFGS 130 Anos de Criação da Escola de Sargentos[82]
87. 2025 - Turma CFGS Jubileu dos 80 Anos das Vitórias da FEB[83]

### Número de Alunos Formados/Turma
| Ano    | Curso de Formação de Sargentos (CFS 1946-2018) e Cursos de Formação e Graduação de Sargentos (CFGS a partir de 2019) | Curso de Formação de Sargentos (CFS 1946-2018) e Cursos de Formação e Graduação de Sargentos (CFGS a partir de 2019) | Curso de Formação de Sargentos (CFS 1946-2018) e Cursos de Formação e Graduação de Sargentos (CFGS a partir de 2019) | Curso de Formação de Sargentos (CFS 1946-2018) e Cursos de Formação e Graduação de Sargentos (CFGS a partir de 2019) | Curso de Formação de Sargentos (CFS 1946-2018) e Cursos de Formação e Graduação de Sargentos (CFGS a partir de 2019) | Curso de Formação de Sargentos (CFS 1946-2018) e Cursos de Formação e Graduação de Sargentos (CFGS a partir de 2019) | Curso de Formação de Sargentos (CFS 1946-2018) e Cursos de Formação e Graduação de Sargentos (CFGS a partir de 2019) | Curso de Aperfeiçoamento de Sargentos (CAS) | Curso de Aperfeiçoamento de Sargentos (CAS) | Curso de Aperfeiçoamento de Sargentos (CAS) | Curso de Aperfeiçoamento de Sargentos (CAS) | Curso de Aperfeiçoamento de Sargentos (CAS) | Curso de Aperfeiçoamento de Sargentos (CAS) | Curso de Aperfeiçoamento de Sargentos (CAS) | Curso de Aperfeiçoamento de Sargentos (CAS) |
| Ano    | Infantaria | Cavalaria | Artilharia | Engenharia | Comunicações | FAB | TOTAL | Infantaria                                  | Cavalaria                                   | Artilharia                                  | Engenharia                                  | Comunicações                                | Fuzileiro Naval                             | FAB                                         | TOTAL                                       |
| ------ | --- | --- | --- | --- | --- | --- | --- | ------------------------------------------- | ------------------------------------------- | ------------------------------------------- | ------------------------------------------- | ------------------------------------------- | ------------------------------------------- | ------------------------------------------- | ------------------------------------------- |
| 1946   | 69 | 19 | 29 | 19 | - | - | 136 | 62                                          | 16                                          | 23                                          | 12                                          | -                                           | -                                           | -                                           | 74                                          |
| 1947/1 | 74 | 37 | 23 | 18 | - | - | 152 | 66                                          | 22                                          | 12                                          | 11                                          | -                                           | -                                           | -                                           | 111                                         |
| 1947/2 | 87 | 30 | 39 | 66 | - | - | 222 | 80                                          | 18                                          | 26                                          | 59                                          | -                                           | -                                           | -                                           | 183                                         |
| 1948   | 69 | 19 | 36 | 71 | - | - | 195 | 62                                          | 11                                          | 28                                          | 59                                          | -                                           | -                                           | -                                           | 160                                         |
| 1949   | 217 | 28 | 41 | 73 | - | 0 | 359 | 11                                          | 6                                           | 2                                           | 8                                           | -                                           | 10                                          | -                                           | 37                                          |
| 1950   | 52 | 135 | 60 | 50 | - | - | 297 |                                             |                                             |                                             |                                             |                                             |                                             |                                             | 21                                          |
| 1951   | | | | | | | 275 |                                             |                                             |                                             |                                             |                                             |                                             |                                             | 77                                          |
| 1952   | 136 | 46 | 77 | 52 | - | - | 311 | -                                           | -                                           | -                                           | -                                           | -                                           | 12                                          | 6                                           | 18                                          |
| 1953   | 68 | 57 | 32 | 14 | - | 0 | 171 | 0                                           | 4                                           | 12                                          | 8                                           | -                                           | 10                                          | -                                           | 34                                          |
| 1954   | | | | | | | 176 |                                             |                                             |                                             |                                             |                                             |                                             |                                             | 16                                          |
| 1955   | 108 | 75 | 62 | 59 | - | - | 304 |                                             |                                             |                                             |                                             |                                             |                                             |                                             | 17                                          |
| 1956   | | | | | | | 243 |                                             |                                             |                                             |                                             |                                             |                                             |                                             | 5                                           |
| 1957   | | | | | | | 227 |                                             |                                             |                                             |                                             |                                             |                                             |                                             | 51                                          |
| 1958   | | | | | | | 120 |                                             |                                             |                                             |                                             |                                             |                                             |                                             | 49                                          |
| 1959   | | | | | | | 286 |                                             |                                             |                                             |                                             |                                             |                                             |                                             | 14                                          |
| 1960   | | | | | | | 170 |                                             |                                             |                                             |                                             |                                             |                                             |                                             | 40                                          |
| 1961   | | | | | | | 141 |                                             |                                             |                                             |                                             |                                             |                                             |                                             | 23                                          |
| 1962   | | | | | | | 129 |                                             |                                             |                                             |                                             |                                             |                                             |                                             | 79                                          |
| 1963   | | | | | | | 192 |                                             |                                             |                                             |                                             |                                             |                                             |                                             | 123                                         |
| 1964   | 59 | 0 | 28 | 0 | 12 | 0 | 99 | 29                                          | 0                                           | 0                                           | 11                                          | 0                                           | 0                                           |                                             | 40                                          |
| 1965   | 56 | 16 | 19 | 41 | 56 | 0 | 188 | 65                                          | 17                                          | 13                                          | 9                                           | 10                                          | 0                                           |                                             | 115                                         |
| 1966   | 61 | 15 | 35 | 32 | 15 | 50 | 208 | 39                                          | 5                                           | 6                                           | 5                                           | 14                                          | 0                                           |                                             | 69                                          |
| 1967   | | | | | | | 164 |                                             |                                             |                                             |                                             |                                             |                                             |                                             | 114                                         |
| 1968   | 76 | 25 | 15 | 42 | 38 | 0 | 196 | 62                                          | 14                                          | 23                                          | 26                                          | 16                                          | 0                                           | 0                                           | 141                                         |
| 1969   | 45 | 25 | 25 | 25 | 30 | 0 | 150 | 70                                          | 13                                          | 12                                          | 27                                          | 27                                          | 0                                           |                                             | 149                                         |
| 1970   | Somente o Curso de Aperfeiçoamento de Sargentos                                                                      | Somente o Curso de Aperfeiçoamento de Sargentos                                                                      | Somente o Curso de Aperfeiçoamento de Sargentos                                                                      | Somente o Curso de Aperfeiçoamento de Sargentos                                                                      | Somente o Curso de Aperfeiçoamento de Sargentos                                                                      | Somente o Curso de Aperfeiçoamento de Sargentos                                                                      | Somente o Curso de Aperfeiçoamento de Sargentos                                                                      |                                             |                                             |                                             |                                             |                                             |                                             |                                             | 398                                         |
| 1970   | Somente o Curso de Aperfeiçoamento de Sargentos                                                                      | Somente o Curso de Aperfeiçoamento de Sargentos                                                                      | Somente o Curso de Aperfeiçoamento de Sargentos                                                                      | Somente o Curso de Aperfeiçoamento de Sargentos                                                                      | Somente o Curso de Aperfeiçoamento de Sargentos                                                                      | Somente o Curso de Aperfeiçoamento de Sargentos                                                                      | Somente o Curso de Aperfeiçoamento de Sargentos                                                                      | 342                                         |                                             |                                             |                                             |                                             |                                             |                                             |                                             |
| 1971   | Somente o Curso de Aperfeiçoamento de Sargentos                                                                      | Somente o Curso de Aperfeiçoamento de Sargentos                                                                      | Somente o Curso de Aperfeiçoamento de Sargentos                                                                      | Somente o Curso de Aperfeiçoamento de Sargentos                                                                      | Somente o Curso de Aperfeiçoamento de Sargentos                                                                      | Somente o Curso de Aperfeiçoamento de Sargentos                                                                      | Somente o Curso de Aperfeiçoamento de Sargentos                                                                      |                                             |                                             |                                             |                                             |                                             |                                             |                                             | 406                                         |
| 1971   | Somente o Curso de Aperfeiçoamento de Sargentos                                                                      | Somente o Curso de Aperfeiçoamento de Sargentos                                                                      | Somente o Curso de Aperfeiçoamento de Sargentos                                                                      | Somente o Curso de Aperfeiçoamento de Sargentos                                                                      | Somente o Curso de Aperfeiçoamento de Sargentos                                                                      | Somente o Curso de Aperfeiçoamento de Sargentos                                                                      | Somente o Curso de Aperfeiçoamento de Sargentos                                                                      | 187                                         |                                             |                                             |                                             |                                             |                                             |                                             |                                             |
| 1972   | Somente o Curso de Aperfeiçoamento de Sargentos                                                                      | Somente o Curso de Aperfeiçoamento de Sargentos                                                                      | Somente o Curso de Aperfeiçoamento de Sargentos                                                                      | Somente o Curso de Aperfeiçoamento de Sargentos                                                                      | Somente o Curso de Aperfeiçoamento de Sargentos                                                                      | Somente o Curso de Aperfeiçoamento de Sargentos                                                                      | Somente o Curso de Aperfeiçoamento de Sargentos                                                                      |                                             |                                             |                                             |                                             |                                             |                                             |                                             | 263                                         |
| 1972   | Somente o Curso de Aperfeiçoamento de Sargentos                                                                      | Somente o Curso de Aperfeiçoamento de Sargentos                                                                      | Somente o Curso de Aperfeiçoamento de Sargentos                                                                      | Somente o Curso de Aperfeiçoamento de Sargentos                                                                      | Somente o Curso de Aperfeiçoamento de Sargentos                                                                      | Somente o Curso de Aperfeiçoamento de Sargentos                                                                      | Somente o Curso de Aperfeiçoamento de Sargentos                                                                      | 353                                         |                                             |                                             |                                             |                                             |                                             |                                             |                                             |
| 1973   | Somente o Curso de Aperfeiçoamento de Sargentos                                                                      | Somente o Curso de Aperfeiçoamento de Sargentos                                                                      | Somente o Curso de Aperfeiçoamento de Sargentos                                                                      | Somente o Curso de Aperfeiçoamento de Sargentos                                                                      | Somente o Curso de Aperfeiçoamento de Sargentos                                                                      | Somente o Curso de Aperfeiçoamento de Sargentos                                                                      | Somente o Curso de Aperfeiçoamento de Sargentos                                                                      |                                             |                                             |                                             |                                             |                                             |                                             |                                             | 232                                         |
| 1973   | Somente o Curso de Aperfeiçoamento de Sargentos                                                                      | Somente o Curso de Aperfeiçoamento de Sargentos                                                                      | Somente o Curso de Aperfeiçoamento de Sargentos                                                                      | Somente o Curso de Aperfeiçoamento de Sargentos                                                                      | Somente o Curso de Aperfeiçoamento de Sargentos                                                                      | Somente o Curso de Aperfeiçoamento de Sargentos                                                                      | Somente o Curso de Aperfeiçoamento de Sargentos                                                                      | 151                                         | 34                                          | 71                                          | 29                                          | 0                                           | 0                                           |                                             | 285                                         |
| 1974   | Somente o Curso de Aperfeiçoamento de Sargentos                                                                      | Somente o Curso de Aperfeiçoamento de Sargentos                                                                      | Somente o Curso de Aperfeiçoamento de Sargentos                                                                      | Somente o Curso de Aperfeiçoamento de Sargentos                                                                      | Somente o Curso de Aperfeiçoamento de Sargentos                                                                      | Somente o Curso de Aperfeiçoamento de Sargentos                                                                      | Somente o Curso de Aperfeiçoamento de Sargentos                                                                      |                                             |                                             |                                             |                                             |                                             |                                             |                                             | 203                                         |
| 1974   | Somente o Curso de Aperfeiçoamento de Sargentos                                                                      | Somente o Curso de Aperfeiçoamento de Sargentos                                                                      | Somente o Curso de Aperfeiçoamento de Sargentos                                                                      | Somente o Curso de Aperfeiçoamento de Sargentos                                                                      | Somente o Curso de Aperfeiçoamento de Sargentos                                                                      | Somente o Curso de Aperfeiçoamento de Sargentos                                                                      | Somente o Curso de Aperfeiçoamento de Sargentos                                                                      | 308                                         |                                             |                                             |                                             |                                             |                                             |                                             |                                             |
| 1975   | Somente o Curso de Aperfeiçoamento de Sargentos                                                                      | Somente o Curso de Aperfeiçoamento de Sargentos                                                                      | Somente o Curso de Aperfeiçoamento de Sargentos                                                                      | Somente o Curso de Aperfeiçoamento de Sargentos                                                                      | Somente o Curso de Aperfeiçoamento de Sargentos                                                                      | Somente o Curso de Aperfeiçoamento de Sargentos                                                                      | Somente o Curso de Aperfeiçoamento de Sargentos                                                                      |                                             |                                             |                                             |                                             |                                             |                                             |                                             | 303                                         |
| 1975   | Somente o Curso de Aperfeiçoamento de Sargentos                                                                      | Somente o Curso de Aperfeiçoamento de Sargentos                                                                      | Somente o Curso de Aperfeiçoamento de Sargentos                                                                      | Somente o Curso de Aperfeiçoamento de Sargentos                                                                      | Somente o Curso de Aperfeiçoamento de Sargentos                                                                      | Somente o Curso de Aperfeiçoamento de Sargentos                                                                      | Somente o Curso de Aperfeiçoamento de Sargentos                                                                      | 234                                         |                                             |                                             |                                             |                                             |                                             |                                             |                                             |
| 1976   | Somente o Curso de Aperfeiçoamento de Sargentos                                                                      | Somente o Curso de Aperfeiçoamento de Sargentos                                                                      | Somente o Curso de Aperfeiçoamento de Sargentos                                                                      | Somente o Curso de Aperfeiçoamento de Sargentos                                                                      | Somente o Curso de Aperfeiçoamento de Sargentos                                                                      | Somente o Curso de Aperfeiçoamento de Sargentos                                                                      | Somente o Curso de Aperfeiçoamento de Sargentos                                                                      |                                             |                                             |                                             |                                             |                                             |                                             |                                             | 304                                         |
| 1976   | Somente o Curso de Aperfeiçoamento de Sargentos                                                                      | Somente o Curso de Aperfeiçoamento de Sargentos                                                                      | Somente o Curso de Aperfeiçoamento de Sargentos                                                                      | Somente o Curso de Aperfeiçoamento de Sargentos                                                                      | Somente o Curso de Aperfeiçoamento de Sargentos                                                                      | Somente o Curso de Aperfeiçoamento de Sargentos                                                                      | Somente o Curso de Aperfeiçoamento de Sargentos                                                                      | 368                                         |                                             |                                             |                                             |                                             |                                             |                                             |                                             |
| 1977   | | | | | | | 397 |                                             |                                             |                                             |                                             |                                             |                                             |                                             |                                             |
| 1978   | 172 | 75 | 52 | 65 | 0 | 0 | 364 |                                             |                                             |                                             |                                             |                                             |                                             |                                             |                                             |
| 1979   | 109 | 45 | | | | | 250 |                                             |                                             |                                             |                                             |                                             |                                             |                                             |                                             |
| 1980   | 186 | 96 | 96 | 48 | 87 | 0 | 513 |                                             |                                             |                                             |                                             |                                             |                                             |                                             |                                             |
| 1981   | 160 | 98 | 98 | 66 | 69 | 0 | 491 |                                             |                                             |                                             |                                             |                                             |                                             |                                             |                                             |
| 1982   | 152 | 105 | 104 | 57 | 43 | 0 | 461 |                                             |                                             |                                             |                                             |                                             |                                             |                                             |                                             |
| 1983   | 149 | 95 | 94 | 51 | 86 | 0 | 475 |                                             |                                             |                                             |                                             |                                             |                                             |                                             |                                             |
| 1984   | 163 | 105 | 105 | 57 | 96 | 0 | 526 |                                             |                                             |                                             |                                             |                                             |                                             |                                             |                                             |
| 1985   | | | | | | | 695 |                                             |                                             |                                             |                                             |                                             |                                             |                                             |                                             |
| 1986   | 349 | | | | | | 791 |                                             |                                             |                                             |                                             |                                             |                                             |                                             |                                             |
| 1987   | 299 | 124 | 121 | 125 | 185 | 0 | 854 |                                             |                                             |                                             |                                             |                                             |                                             |                                             |                                             |
| 1988   | 353 | 270 | 142 | 145 | 211 | 0 | 1121 |                                             |                                             |                                             |                                             |                                             |                                             |                                             |                                             |
| 1989   | 358 | 148 | 112 | 147 | 262 | 0 | 1027 |                                             |                                             |                                             |                                             |                                             |                                             |                                             |                                             |
| 1990   | 367 | 141 | 146 | 144 | 220 | 0 | 1018 |                                             |                                             |                                             |                                             |                                             |                                             |                                             |                                             |
| 1991   | 359 | 142 | 137 | 125 | 216 | 0 | 958 |                                             |                                             |                                             |                                             |                                             |                                             |                                             |                                             |
| 1992   | 340 | 137 | 144 | 120 | 207 | 0 | 948 |                                             |                                             |                                             |                                             |                                             |                                             |                                             |                                             |
| 1993   | 358 | 138 | 142 | 143 | 213 | 0 | 994 |                                             |                                             |                                             |                                             |                                             |                                             |                                             |                                             |
| 1994   | 280 | 111 | 122 | 124 | 191 | 0 | 828 |                                             |                                             |                                             |                                             |                                             |                                             |                                             |                                             |
| 1995   | 236 | 158 | 173 | 120 | 183 | 0 | 870 |                                             |                                             |                                             |                                             |                                             |                                             |                                             |                                             |
| 1996   | 229 | 124 | 128 | 128 | 184 | 0 | 793 |                                             |                                             |                                             |                                             |                                             |                                             |                                             |                                             |
| 1997   | 247 | 130 | 135 | 123 | 193 | 0 | 826 |                                             |                                             |                                             |                                             |                                             |                                             |                                             |                                             |
| 1998   | 268 | 77 | 122 | 100 | 184 | 0 | 793 |                                             |                                             |                                             |                                             |                                             |                                             |                                             |                                             |
| 1999   | 242 | 125 | 119 | 98 | 175 | 0 | 759 |                                             |                                             |                                             |                                             |                                             |                                             |                                             |                                             |
| 2000   | 257 | 122 | 100 | 94 | 213 | 0 | 786 |                                             |                                             |                                             |                                             |                                             |                                             |                                             |                                             |
| 2001   | 290 | 119 | 115 | 95 | 193 | 0 | 832 |                                             |                                             |                                             |                                             |                                             |                                             |                                             |                                             |
| 2003   | 323 | 139 | 133 | 111 | 142 | 0 | 839 |                                             |                                             |                                             |                                             |                                             |                                             |                                             |                                             |
| 2004   | 317 | 120 | 131 | 109 | 133 | 0 | 810 |                                             |                                             |                                             |                                             |                                             |                                             |                                             |                                             |
| 2005   | 330 | 123 | 120 | 108 | 117 | 0 | 798 |                                             |                                             |                                             |                                             |                                             |                                             |                                             |                                             |
| 2006   | 288 | 117 | 78 | 101 | 92 | 0 | 676 |                                             |                                             |                                             |                                             |                                             |                                             |                                             |                                             |
| 2007   | 294 | 106 | 89 | 105 | 91 | 0 | 685 |                                             |                                             |                                             |                                             |                                             |                                             |                                             |                                             |
| 2008   | 323 | 117 | 96 | 95 | 91 | 0 | 722 |                                             |                                             |                                             |                                             |                                             |                                             |                                             |                                             |
| 2009   | 329 | 111 | 94 | 103 | 95 | 0 | 732 |                                             |                                             |                                             |                                             |                                             |                                             |                                             |                                             |
| 2010   | 306 | 93 | 93 | 90 | 89 | 0 | 661 |                                             |                                             |                                             |                                             |                                             |                                             |                                             |                                             |
| 2011   | 304 | 115 | 92 | 93 | 89 | 0 | 693 |                                             |                                             |                                             |                                             |                                             |                                             |                                             |                                             |
| 2012   | 314 | 114 | 93 | 97 | 124 | 0 | 742 |                                             |                                             |                                             |                                             |                                             |                                             |                                             |                                             |
| 2013   | 294 | 92 | 93 | 85 | 90 | 0 | 654 |                                             |                                             |                                             |                                             |                                             |                                             |                                             |                                             |
| 2014   | 310 | 91 | 59 | 91 | 99 | 0 | 650 |                                             |                                             |                                             |                                             |                                             |                                             |                                             |                                             |
| 2015   | 320 | 113 | 91 | 96 | 98 | 0 | 718 |                                             |                                             |                                             |                                             |                                             |                                             |                                             |                                             |
| 2016   | 216 | 75 | 76 | 78 | 150 | 0 | 577 |                                             |                                             |                                             |                                             |                                             |                                             |                                             |                                             |
| 2017   | 250 | 94 | 96 | 91 | 182 | 0 | 713 |                                             |                                             |                                             |                                             |                                             |                                             |                                             |                                             |
| 2018   | 252 | 89 | 84 | 76 | 159 | 0 | 660 |                                             |                                             |                                             |                                             |                                             |                                             |                                             |                                             |
| 2019   | 197 | 71 | 67 | 82 | 156 | 0 | 573 |                                             |                                             |                                             |                                             |                                             |                                             |                                             |                                             |
| 2020   | 189 | 69 | 70 | 71 | 142 | 0 | 541 |                                             |                                             |                                             |                                             |                                             |                                             |                                             |                                             |
| 2021   | 196 | 69 | 70 | 68 | 141 | 0 | 544 |                                             |                                             |                                             |                                             |                                             |                                             |                                             |                                             |
| 2022   | 187 | 63 | 70 | 70 | 147 | 0 | 537 |                                             |                                             |                                             |                                             |                                             |                                             |                                             |                                             |
| 2023   | 182 | 63 | 67 | 62 | 133 | 0 | 507 |                                             |                                             |                                             |                                             |                                             |                                             |                                             |                                             |
| 2024   | 178 | 65 | 70 | 55 | 137 | 0 | 505 |                                             |                                             |                                             |                                             |                                             |                                             |                                             |                                             |
| TOTAL  | | | | | | | 38018 |                                             |                                             |                                             |                                             |                                             |                                             |                                             | 5946                                        |

### Estrangeiros Formados na ESA
| Ano  | País                | Quantidade |
| ---- | ------------------- | ---------- |
| 1955 | Paraguai            | 5          |
| 2006 | Timor-Leste         | 5          |
| 2007 | Timor-Leste         | 5          |
| 2008 | Guiné-Bissau        | 3          |
| 2008 | Cabo Verde          | 1          |
| 2009 | Timor-Leste         | 4          |
| 2014 | São Tomé e Príncipe | 1 (C Cav)  |
| 2015 | Namíbia             | 10         |
| 2016 | Namíbia             | 9          |

## Símbolos da Escola

### Denominação Histórica
Em 27 de abril de 2007, conforme Portaria nº 229, de 23 de abril de 2007, o Comandante do Exército concedeu à Escola de Sargentos Armas a denominação histórica:
"ESCOLA SARGENTO MAX WOLF FILHO".

### Valores
- Fé na missão do Exército;
- Amor à Profissão;
- Coragem;
- Lealdade;
- Responsabilidade;
- Probidade;
- Patriotismo;
- Civismo;
- Camaradagem;
- Cooperação;
- Verdade;
- Espírito de Corpo;
- Culto às tradições da ESA;
- Apoio à comunidade tricordiana.[106]

### Frase-Símbolo
"Sargento! Elo fundamental entre o Comando e a Tropa" - Gen Div Herman Bergqvist, tema da aula inaugural por ele proferida ao início do CFS, em 19 de fevereiro de 1979.

### Sigla da ESA
Historicamente a ESA já teve mais de uma sigla. Atualmente, a sigla é formada pelas letras iniciais de seu nome "ESA".
No período de 2001 a 2016, a Escola utilizou a sigla "EsSA".

### Brasão da ESA / Distintivo ESA

Distintivo da Escola de Sargentos das Armas - ESA

### Estandarte histórico

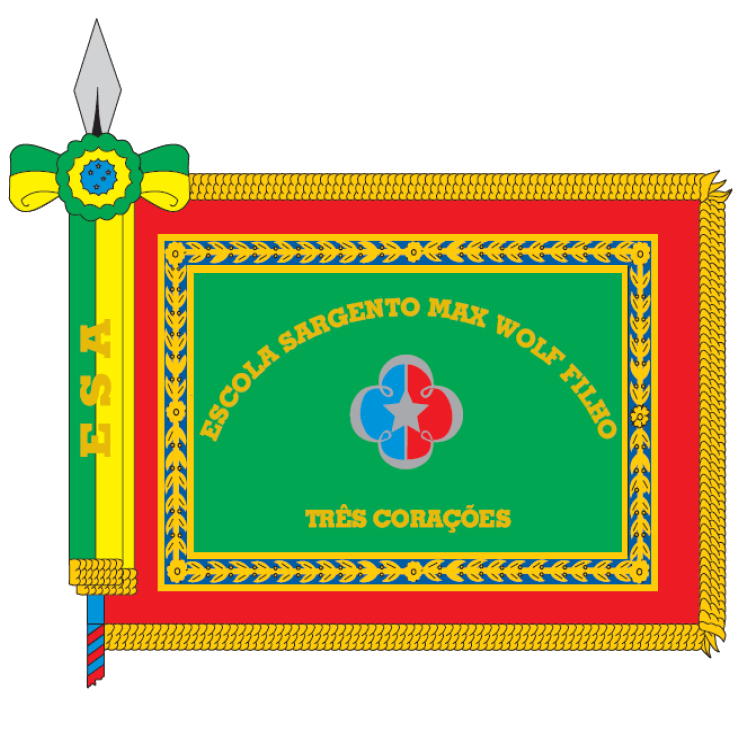
Atual Estandarte Histórico da ESA - 2020

Reprodução do Estandarte-Distintivo da Escola de Sargentos das Armas - ESA de 1952

A versão original deste Estandarte-Histórico da ESA, foi criada pelo Decreto Numerado nº 30931, de 2 de junho de 1952, do Presidente Getúlio Vargas, e teve como seu criador o artista Luiz Gomes Loureiro e Alberto Lima, do Gabinete Foto-Cartográfico do Exército - Ministério da Guerra. Uma vez que até aquele momento somente existiam quatro armas, o referido estandarte-distintivo foi utilizado pela ESA até a criação da Arma de Comunicações, que tornou esta versão obsoleta. Loureiro o definiu assim:
"O Estandarte da Escola de Sargentos das Armas, através de suas cores e símbolos representa a pujança das quatro Armas do Exército, ligadas entre si pela cadeia de louros e frutos, numa moldura de riqueza e esplendor que é como a expressão histórica de sua trajetória de honra, dignidade e patriotismo.
É a exaltação do culto militar como cúpula espiritual daqueles que buscam no estudo e nas vigílias, enobrecer a classe para melhor honrar e dignificar a Nação, nas suas vicissitudes.
Seu campo verde evoca a magnífica Escola de Sargentos de Infantaria, de ucas cinzas provém e lhe dá culminância a E.S.A. vencedora de nossos dias; a bordadura de vermelho é a guerra, o entusiamo da luta, o vigor do sangue, a vida em suma.
Ao centro do campo, a quaderna da Escola, símbolo da coesão das quatro Armas, sobre fundo esmaltado das cores heráldicas que perlustram os brasões de Osório e Andrade Neves os heróis feitos nobres no campo da honra.
Sentido, Sargentos da Armas" O estandarte que ostentais nos desfiles e paradas, ondulando ao garbo marcial da Escola em marcha é mais que um lábaro sagrado de guerra, por que é um pendão escolar, símbolo de transformação e aprimoramento, fanal de glória e sacrifício, lembrança perene de todas as virtudes cívicas e militares que fazem do cidadão o soldado instruído, disciplinado, consciente e capaz de todos os cometimentos, ma defesa da soberania nacional.
Salve, Escola de Sargentos das Armas! Salve, estandarte de hora! Salve, o Brasil!" - Luiz Gomes Loureiro, Chefe do Gabinete Fotocartográfico do Exército - Ministério da Guerra

Com as seguintes características:
"Campo de verde com bordadura de vermelho; Ao centro o distintivo da escola constituído de uma quaderna de prata em campo partido de azul e vermelho, com uma estrela brocante, de prata; Sôbre o traço da bordadura um frizo de azul ouro carregado de um ramo de fôlhas de louro e frutos, com uma rosa heráldica em cada ângulo; quatro elípses brocantes de vermelho, contornadas de azul prata interceptam o frizo sôbre os eixos vertical e longitudinal do campo; Em cada elípse os símbolos das Armas, em prata, respectivamente: os da Infantaria e Cavalaria no eixo vertical, o primeiro em cima e em baixo o segundo; no eixo longitudinal os da Artilharia e Engenharia, o primeiro à direita e o segundo à esquerda; Sôbre o campo entre o distintivo da escola e o frizo de louros o dístico em arco: Escola de Sargentos, seguido Das Armas, disposto em correspondência na parte inferior, entre o distintivo e o frizo de louros descritos em caracteres de ouro; Franja de ouro em redor.Laço militar das côres nacionais, com a inscrição: ESCOLA DE SARGENTOS DAS ARMAS, também em caracteres de ouro; Dimensões: 0,80 x 1,10m."
Passou a ser denominado Estandarte Histórico pela Portaria Ministerial N° 222, de 7 de março de 1988, do Ministro do Exército. Sua última atualização ocorreu em 2016, passando a ter a seguinte descrição heráldica:
“forma retangular, tipo bandeira universal e franjado de ouro: campo em verde com bordadura de vermelho, tendo ao centro o distintivo da Escola, constituído de quatro crescentes apontados, de prata, em campo partido de azul-celeste, à destra, e de vermelho, à sinistra, com uma estrela em brocante, de prata; sobre o traço da bordadura, um friso de azul-ultramar e de ouro, carregado com um ramo de folhas e frutos de louros, com uma rosa heráldica em cada ângulo e nos centros dos frisos, tudo de ouro; encimando o distintivo, a denominação histórica” “ESCOLA SARGENTO MAX WOLF FILHO”, em arco de ouro; abaixo do distintivo, o dístico “TRÊS CORAÇÕES”, de ouro, indicativo da cidade onde se localiza a Escola; laço militar nas cores nacionais, tendo inscrita, em caracteres de ouro, a designação militar da OM: “E S A”

### Bandeira-Insígnia do Comandante da ESA
Foi aprovada em 21 de março de 1946, juntamente com as insígnias do órgãos a ele subordinados.

Layout atual da Bandeira-Insígnia do comandante da ESA.

Bandeira-Insígnia do Comandante da ESA

### Canção da ESA
Inicialmente chamado de "Cântico de Guerra da Escola de Sargentos das Armas", a letra foi aprovada em 19 de janeiro de 1954, pelo Diretor de Instrução.
- Letra: Coronel Venturelli Sobrinho
- Música: 1º Sargento Djalma de Carvalho Doudement[85]

## Símbolos do Aluno da ESA

### O 1º Uniforme CFGS
O Curso de Formação de Sargentos, sistematizado, teve sua origem na Ordem do Dia Nr 552, datada de 28 de maio de 1894, efetivado pelo Decreto Nr 1199, de 31 de dezembro de 1892, do Vice-presidente da República dos Estados Unidos do Brasil, aprova o Regulamento para a Escola de Sargentos, este documento fez referência às Armas de Infantaria, Cavalaria, Artilharia e Engenharia.
Segundo consta o regulamento, o Curso funcionou na Fortaleza de São João, no Bairro da Urca, Rio de Janeiro.
Após a independência do Brasil, os modelos dos uniformes adotados pelo Exército Brasileiro continuaram seguindo as tendências europeias. No início do século XX, a tendência mundial pelo uso de cores sóbrias, como o cáqui, foi seguida, de imediato pelo Exército Brasileiro. Houve, todavia, uma simplificação nos coloridos dos detalhes, na diversidade das cores dos tecidos e nos enfeites e formatos das coberturas. O motivo da modernização deu-se pela evolução da forma de se combater e pela maior simplicidade da sociedade civil na forma de se vestir. Os coletes, sobre casacas e culotes foram substituídos por calças e túnicas simples.
O decreto nº 1.729, de 11 de junho de 1894 aprovou os novos uniformes destinados aos oficiais, praças, alunos das Escolas Militares, Colégio Militar e da Escola de Sargentos. Este decreto alterou a evolução do fardamento brasileiro, revolucionando toda a indumentária nacional e modificando as nossas tradições. Assim, surgiu a ideia de-se adotarem uniformes semelhantes aos da cavalaria ligeira europeo, o qual se estendeu mais tarde, inclusive, a todos os nossos militares a pé. O modelo de uniformes do Exército Português, derivado do Inglês, também foi adotado. Com essa base, constituíram-se as estampas que vieram a ser as precursoras dos 1º e 2º Uniformes dos alunos da Escola de Sargentos, no ano de 1894, os quais foram utilizados durante o período em que o curso de formação funcionou na Fortaleza de São João.
Com base nos regulamentos de uniformes do Exército de 1894 e no da Escola de Sargentos, também, de 1894, a ESA propôs a criação do 1º Uniforme Escolar do CFS (uniforme de gala) e do sabre de Sgt Max Wolf para serem utilizados, por todos os alunos dos CFGS. Uniforme e sabre que remontam à época de criação da Escola no ano de 1894, nos moldes do Decreto Nr 1.729, de 11 de junho daquele mesmo ano.
Os estabelecimentos de ensino formadores de sargentos de carreira devem, também, cultuar e manter vivas as tradições do passado. Para isso, foi instituído o 1º uniforme escolar do ano de criação dos CFGS, que foram utilizados pelos pioneiros na Era da Fortaleza de São João (Urca).
O uso do 1º Uniforme Escolar (de gala) é permitido em bailes de formaturas, cerimônias e eventos comemorativos de datas relevantes para o país e para o Exército, na recepção de autoridades, desfiles, em guardas de honra e em guardas bandeira.
O Corpo de Alunos da ESA utilizou pela primeira vez o 1º Uniforme no dia 10 de agosto de 2019, durante 1ª Cerimônia de Entrega do Sabre Sgt Max Wolf Filho, que foi presidida pelo Vice-presidente do Brasil General de Exército Antônio Hamilton Martins Mourão.

### O Sabre "Sgt Max Wolf Filho"

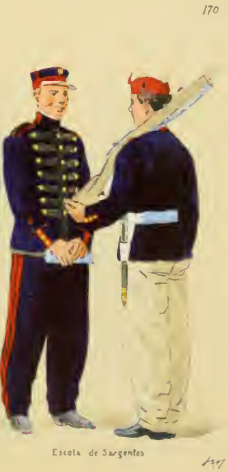
Recorte da Estampa 170 - Escola de Sargentos - Uniformes do Exercito brasileiro, 1730-1922 - Obra commemorativa do Centenario da Independencia do Brasil

O sabre-baioneta do Fuzil Mauser Modelo 1894, assemelha-se ao sabre usado, no uniforme de gala, por alunos da Escola de Sargentos criada nesse mesmo ano. Tal fato pode ser comprovado pela figura pintada em aquarela constante da estampa 170 da Publicação Oficial do Ministério da Guerra comemorativa do Centenário da Independência do Brasil, mais conhecida como Uniformes do Exército Brasileiro, 1730 – 1922, organizada por Gustavo Barroso.
Além disso, o fato mais relevante é que o mencionado sabre foi usado pelo Sargento Max Wolf Filho durante a Revoluções de 1930 e a Revolução Constitucionalista de 1932. Em 1930, Wolf se alistou aos dezenove anos, no 15º Batalhão de Caçadores (atual 20º Batalhão de Infantaria Blindado), em Curitiba-PR. No ano seguinte, foi transferido para o 3º Regimento de Infantaria localizado no Rio de Janeiro-RJ. Em 1932, já promovido a Cabo, combateu a Revolução Constitucionalista, sob o comando do Capitão Euclides Zenóbio da Costa, tendo sido ferido gravemente. Após isso, foi promovido a 3º Sargento, por sua coragem e destemor. Conquistou, assim, a estima e a confiança de seu comandante de subunidade na época e seu futuro Comandante da Força Expedicionária Brasileira (FEB).
Os alunos do Curso de Formação e Graduação de Sargentos da ESA receberam o Sabre no dia 10 de agosto de 2019, a entrega ocorreu em solenidade presidida pelo Vice-presidente do Brasil General de Exército Antônio Hamilton Martins Mourão e contou com a presença de sobrinhas netas do Sgt Max Wolf Filho. O Aluno Renan Péricles Bezerra da Silva, do Curso de Comunicações da ESA, foi o primeiro aluno a receber o Sabre das mãos de sua mãe, juntamente com o Vice-presidente do Brasil General de Exército Antônio Hamilton Martins Mourão. Na solenidade foram entregues 584 Sabres aos alunos da ESA e 21 alunos do CIAvEx.

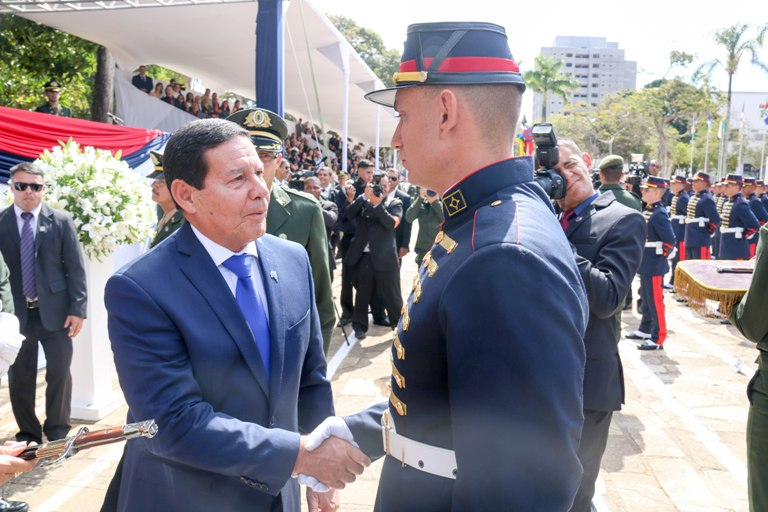
Aluno Péricles, C Com, primeiro a receber o Sabre Sgt Max Wolf Filho

### Insígnia de Aluno
Em sua origem o distinto do curso de formação de sargentos do Exército foi definido no Regulamento de Uniformes do Pessoal do Exército, de 1952, sendo dois distintivos:
1. 1º Período: uma tira em pala bordada em linha cinza claro e aplicada ao terço superior de ambas as mangas
2. 2º Período de Curso de Aperfeiçoamento: uma estrela prateada no terço superior de ambas as mangas[117]

A insígnia do aluno durante a história do curso de formação de sargentos teve vários formatos e foi utilizada de várias formas nos uniformes do Exército.

No período de 31 de dezembro de 2000 a 1º de junho de 2015, a insígnia do Aluno do Curso de Formação de Sargentos era uma estrela singela vazada.

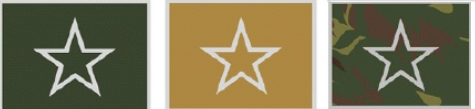
Insígnia do Aluno do Curso de Formação de Sargentos do Exército (CFS EB) de 1999 a 2015, respectivamente usadas nos 3º B, 3ºD e 4º uniformes.

Em meados do ano de 2015 a insígnia passou a ser descrita como:
"uma estrela singela, vazada, encimada por divisas correspondentes à graduação de cabo, sobre um suporte formado por um escudete antigo, estilizado e reverso"
| Insígnia Plastificada de Aluno do Curso de Formação de Sargentos de Carreira |  | Insígnia do 8º Uniforme de Aluno do Curso de Formação de Sargentos de Carreira |  | Insígnia do 1º Uniforme A1-CFS de Aluno do Curso de Formação de Sargentos de Carreira |
| ---------------------------------------------------------------------------- |  | ------------------------------------------------------------------------------ |  | ------------------------------------------------------------------------------------- |

### Revista "O Monitor"
O Monitor é a revista de publicação acerca do Curso de Formação e Graduação de Sargentos Combatentes do Exército Brasileiro na Escola de Sargentos das Armas, estabelecimento de ensino militar localizada na cidade de Três Corações - MG.

#### História da Revista
A Revista "O Monitor" foi criada em dezembro de 1949, e teve na sua primeira edição o nome de "A E. S. A." como continuação e lembrança da antiga revista da "A E. S. I.", órgão da Escola de Sargentos de Infantaria.
Tem a finalidade de manter o aprimoramento da cultura geral, proporcionar momentos de distração mental e física aos alunos, além de trazer conhecimentos e preservar a história da Escola em relatos e fotos, mantendo, assim, suas tradições e seus valores , além de ser um registro histórico daquela turma de formação de sargentos.
Até o edição do ano de 1982 a revista recebeu o nome de "O Monitor em Revista".

#### Edições da Revista
- Edições da Revista O Monitor
- Revista a E.S.A nº 1 de 1949
- Revista a E.S.A nº 2 de 1950
- Revista a E.S.A nº 3 de 1951
- O Monitor em Revista de 1977
- O Monitor em Revista de 1978
- O Monitor em Revista de 1979
- O Monitor em Revista 1980
- O Monitor em Revista Numero 5 de 1981
- O Monitor em Revista Nº 6 de 1982

### A Divisa de 3º Sargento

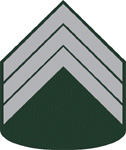
Divisa do 3º Sargento do Exército Brasileiro

## Símbolos da Formação do Sargento

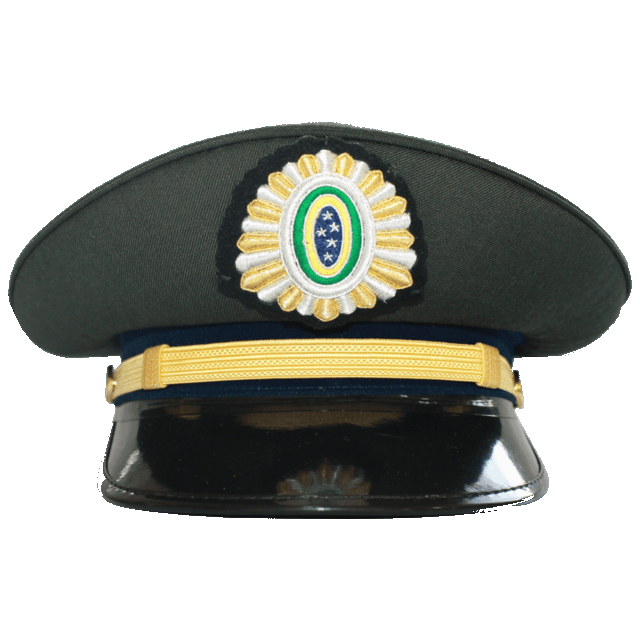
Quepe do Uniforme 5º A1 de Sargento do Exército Brasileiro

### A Quaderna do Curso de Formação de Sargentos de Carreira

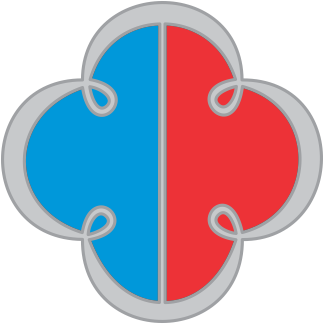
Quaderna do Curso de Formação de Sargentos do Exército Brasileiro

Quaderna ou caderna, do latim quaterni [de quatro em quatro], é definida, pela heráldica, como sendo  uma figura composta de quatro peças em forma de um quadrado simétrico. Caso estas peças sejam crescentes, pode ser chamada, também, de lunel. Sendo assim, mesmo que, tradicionalmente, ela seja chamada de Quaderna, o termo correto seria “Lunel”.

#### A origem da Quaderna
A origem da Quaderna, como símbolo da formação das praças graduadas do Exército Brasileiro, possivelmente está nas Cruzadas, por volta dos anos 1000 e 1100 d.C. Nesse período, o território que hoje pertence a Portugal, estava sob o poder dos mouros, que dominaram a região do Reino de Al-Andalus. Várias foram as tentativas de retomada das cidades e vilas pelos reinos ibéricos. Durante uma dessas tentativas, na batalha conhecida como Cerco dos Campos de Beja, o nobre Dom Egas Gomes de Sousa, primeiro a usar o apelido “Sousa” (que se julga provir da terra de Sousa), da qual foi um dos povoadores e, provavelmente, um dos 29 companheiros do lendário cavaleiro Dom Gonçalo Mendes da Maia, o “Lidador’’, tomou parte nessa batalha, na qual este ferido de morte no encontro com Amoliamar, pediu-lhe que assumisse o comando, depois de seu falecer. Via nele todos os predicados para sucedê-lo, o que fez com imponderáveis façanhas e incrível valor, completando, assim, a vitória sobre os mouros. Por esse motivo Dom Egas adotou como armas quatro luas crescentes, correspondentes às bandeiras daquele rei mouro. Como a lua crescente era um símbolo muçulmano de renovação, diversos reis dos povos mouros utilizaram este símbolo em seus estandartes. Representando a vitória cristã sobre os mouros, a quaderna de luas crescentes representa a cristianização daquele símbolo, para isso a quatros luas crescentes ficam dispostas no formato de uma cruz.
Daquele momento em diante, a quaderna passou a ser reconhecida, na heráldica europeia, como um símbolo daqueles que foram honrados por seus soberanos ou daqueles que têm esperança de uma maior glória. Já a cor prata representa paz e sinceridade. Devido a essa simbologia, sua composição de brasões e escudos de armas, hoje, podem ser encontradas em diversas famílias, além dos Sousas  e de diversas cidades e vilas.

#### A Quaderna no Exército Brasileiro
No Brasil seu uso foi revivido entre o período de 1931 a 1946 pelo Exército Brasileiro quando este passou a fazer uso da quaderna como peça de uniforme, em substituição a elipse cheia abaixo da primeira divisa, a qual simbolizava que seu portador era um militar possuidor  do Curso de Comandante de Pelotão ou Seção.
Com a criação da ESA, em 1945, surgiu em 1946, a primeira ligação entre a Quaderna e os sargentos do Exército Brasileiro, quando o Ministro da Guerra aprovou a insígnia indicativa de Comando  da Escola de Sargentos das Armas e dos órgãos a ela subordinados, sendo,  esta última insígnia a primeira ligação de fato entre a quaderna e a formação de sargentos do Exército.

#### A Quaderna na ESA
Com a criação da ESA, em 1945, surgiu em 1946, a primeira ligação entre a Quaderna e os sargentos do Exército Brasileiro, quando o Ministro da Guerra aprovou a insígnia indicativa de Comando da Escola de Sargentos das Armas e dos órgãos a ela subordinados, sendo, esta última insígnia a primeira ligação de fato entre a quaderna e a formação de sargentos do Exército.
Provavelmente após este fato, foi criado o tradicional distintivo da Escola de Sargentos das Armas que, em 1949, possuía o clássico escudo polônio da ESA e constava na Revista “A E.S.A.”.
Já estando a ESA em terras tricordianas, o Presidente da República, Getúlio Vargas, oficializou o ‘'Estandarte-Distintivo’' para a Escola de Sargentos das Armas, de autoria de Alberto Lima e Luiz Gomes Loureiro, este último, o qual, em publicação na Revista “A E.S.A” de 1951, descreveu o simbolismo do referido estandarte, como: a quaderna da Escola, símbolo da coesão das quatro Armas, sobre fundo esmaltado das cores heráldicas que perlustram os brasões de Osório e Andrade Neves os heróis feitos nobres no campo da honra.

Em 1951, o Regulamento de Uniformes de Pessoal do Exército, novamente, contribui com a evolução desse símbolo, uma vez que reafirmou que todo militar possuidor do curso de comandante de pelotão ou seção utilizaria a mesma. Diferenciava somente os alunos dos cursos de formação de sargentos que, divididos em dois períodos, cada um desses deveria utilizar, além do brasão da sua escola, no braço oposto, também deveria utilizar o distintivo do seu período, sendo: 
1º período — uma tira em pala bordada em linha cinza claro e aplicada ao terço superior de ambas as mangas; e, no 2º período, relativo ao Curso de Aperfeiçoamento, uma estrela prateada no terço superior de ambas as mangas. Já em 1958, a Quaderna do curso de comandante de pelotão ou seção recebeu uma pequena alteração, passando a circunscrever o distintivo da qualificação militar geral.
Em 1967, a Quaderna prateada com fundo azul e vermelho passou a representar o Curso de Aperfeiçoamento de Sargentos (CAS) que até aquele momento ocorria concomitantemente ao curso de formação nas instalações da ESA. Assim sendo, este foi o momento que, definitivamente, a Quaderna passou a representar a forja do Sargento, pois, até aquela data o símbolo possuía uma forte ligação com a Escola e não com as raízes da  formação do Sargento.
Tempos depois, a Força optou pela de sargentos temporários, em 1988. Mais uma vez a Quaderna foi aprovada, também, como símbolo para os cursos de formação de sargentos temporários e de cabos, da seguinte forma: para o primeiro, com fundo prateado, e para o segundo, vazada. Reafirmou-se assim, a representatividade da Quaderna como símbolo da formação das praças graduadas do Exército Brasileiro.

Presente à Cerimônia de Diplomação, em 2017, na ESA, o General de Exército João Camilo Pires de Campos, então Comandante Militar do Sudeste, e um estudioso da história militar, em suas palavras durante o evento, ultimou a descrição heráldica da Quaderna, fazendo a ligação do símbolo com a célebre frase tema da aula inaugural proferida pelo General de Divisão Herman Bergqvist, então Comandante da 4ªDE, aos alunos do Curso de Formação de Sargentos/1979, em 19 de fevereiro daquele ano:
"Representa o Curso de Formação de Sargentos com as cores do Exército do Brasil, composto por 4 meias luas crescentes, entrelaçadas por elos, que faz lembrar que o sargento é o elo entre a tropa e o comando." - General de Exército João Camilo Pires de Campos, 2017
Sua atual configuração e uso permanecem inalterados desde o final de 2017, mesmo após a aprovação do uso do Sabre Sgt Max Wolf Filho e do 1º Uniforme do Curso de Formação e Graduação de Sargentos, este último relembrando aquele utilizado pelos alunos da Escola de Sargentos, embrião da formação sistemática do sargento do Exército Brasileiro. Esta farda possui, como uma de suas peças, o quepe com a Quaderna, em seu quepe a Quaderna que, originalmente, não existia, conforme Regulamento da Escola de Sargentos. S, apenas, um monograma com as letras “ES”, mas tal é o vínculo desse símbolo com a Formação de Sargentos, que o mesmo foi incorporado ao atual quepe do referido uniforme.

#### Simbologia Heráldica
- Crescente
  - 1º Momento: Renovação
  - 2º Momento: Vitória sobre os mouros na cidade de Beja
- Quaderna de crescentes
  - 1º Momento: honrados por seus soberanos ou daqueles que têm esperança de uma maior glória.
  - 2º Momento: vista de cima de 4 pilares estilizados que representam os valores dos comandantes de pelotão ou seção:
    - Hierarquia
    - Disciplina
    - Camaradagem
    - Iniciativa

  - 3º Momento: as quatro armas: Infantaria, Cavalaria, Artilharia e Engenharia
  - 4º Momento: formação militar das praças
- Prata
  - paz, amizade, trabalho, prosperidade, pureza e religiosidade
- Vermelho
  - 1º Momento: Nobreza, valentia, bravura, ousadia, esforço, valor, intrepidez, magnanimidade, generosidade, honra, furor e vitória
  - 2º Momento:  cor da Família Osório. 3º Momento: Cor heráldica do Exército Brasileiro
- Azul
  - 1º Momento: Justiça, nobreza, perseverança, vigilância, zelo, lealdade, firmeza incorruptível, glória, virtude, dignidade, constância e fama
  - 2º Momento: cor da Família Neves. 3º Momento: Cor heráldica do Exército Brasileiro
- Estrela
  - 1º Momento: A estrela simboliza honra, conquista e esperança.
  - 2º Momento: 2º Período ou aperfeiçoamento
  - 3º Momento: ensino ou estabelecimento de ensino Estandarte/Distintivo de Escolas de Formação.
- Pala
  - 1º Momento: força militar
  - 2º Momento: 1º Período, Formação de Sargentos.
- Elos
  - 1º Momento: que faz lembrar que o sargento é o elo entre a tropa e o comando

### Compromisso do Sargento

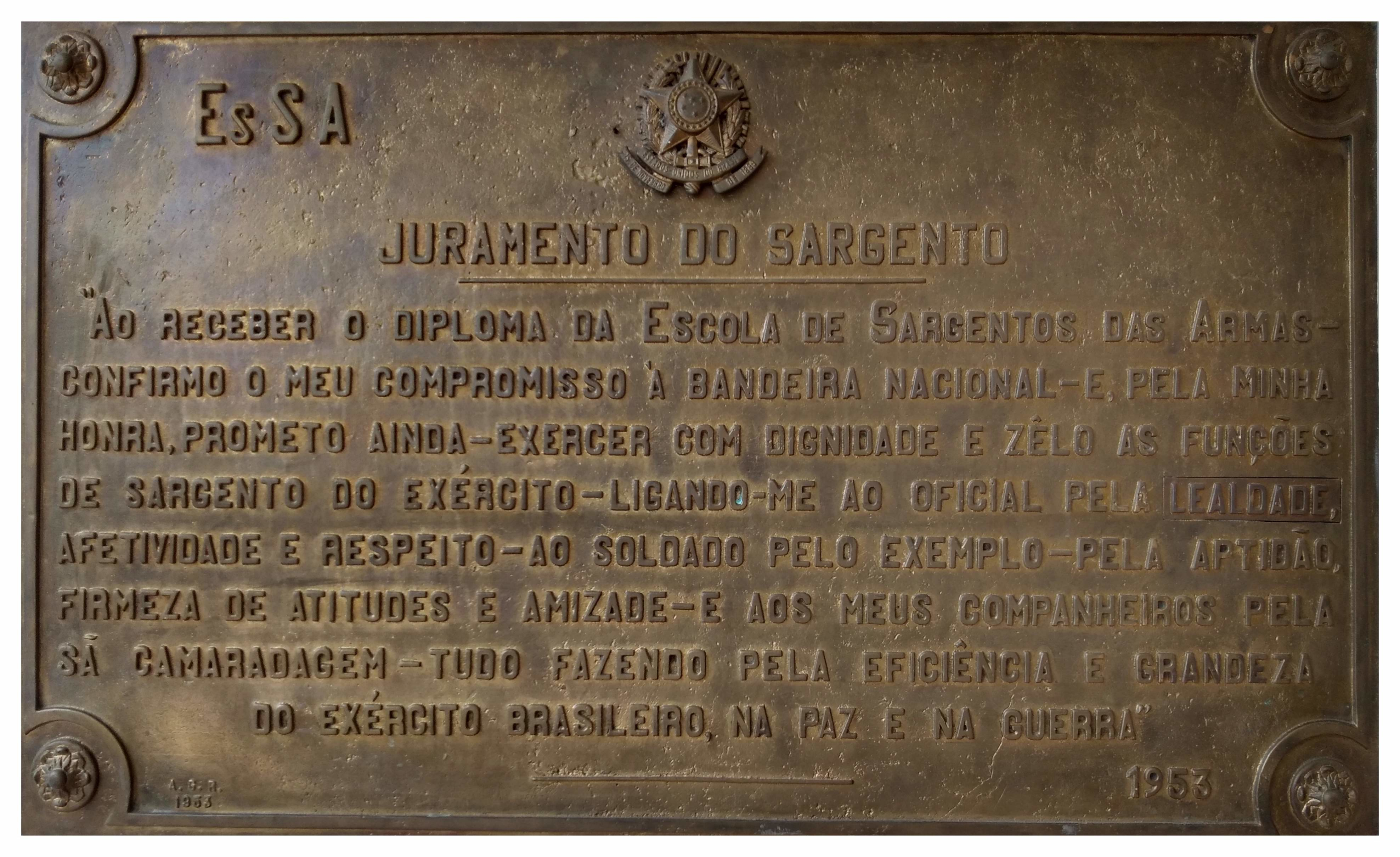
Juramento do Sargento Escola Sargentos das Armas ESA - 1953

O Dístico Juramental do Sargento foi aprovado no dia 1º de março de 1954, pelo General de Exército Euclides Zenóbio da Costa, Ministro da Guerra. O dístico foi elaborado pelo Coronel Moacyr Araújo Lopes, Comandante da ESA.

Texto original do Juramento do Sargento, de 1953:
"Ao receber o Diploma da Escola de Sargentos das Armas - confirmo o meu compromisso à Bandeira Nacional-e, pela minha honra, prometo ainda - exercer com dignidade e zêlo as funções de sargento do Exército - ligando-me ao oficial pela lealdade, efetividade e respeito - ao soldado pelo exemplo - pela aptidão, firmeza de atitudes e amizade-e aos meus companheiros pela sã camaradagem - tudo fazendo pela eficiência e grandeza do Exército Brasileiro, na paz e na guerra" - Coronel Moacyr Araújo Lopes, 1953

## Condecorações recebidas
1. Comenda da Ordem do Mérito Militar - em 16 de agosto de 1971[136]
2. Comenda da Ordem do Mérito Aeronáutico - em 23 de dezembro de 1997
3. Medalha da Vitória (Brasil) - em 19 de abril de 1997
4. Medalha Osório - O Legendário
5. Medalha Ex-Combatentes - Medalha Heróis Expedicionários do Ceará
6. Comenda da Ordem do Mérito Naval - em 11 de junho de 2018
7. Insígnia para Estandarte da Ordem do Mérito Judiciário Militar - em 1 de abril de 2020[137]
8. Medalhão Comemorativo dos 100 anos de Criação das Circunscrições Judiciárias Militares - em 17 de setembro de 2021[138]
9. Insígnia de Bandeira da Medalha do Pacificador[139]

## Comandantes
| Ordem | Fotografia                                                                                           | Posto           | Arma       | Nome                             | Início | Término    |
| ----- | --- | --------------- | ---------- | -------------------------------- | ------ | ---------- |
| 1     | Coronel Artilharia Hermes Rodrigues da Fonseca - 1º Comandante da Escola de Sargentos de 1895 a 1895 | Coronel         | Artilharia | Hermes Rodrigues da Fonseca      | 1895   | 1895       |
| 2     | Coronel Artilharia Luiz Rabello de Vasconcellos - Comandante da Escola de Sargentos de 1895 a 1896   | Tenente Coronel | Artilharia | Luiz Rabello de Vasconcellos     | 1895   | 1896       |
| 3     | Tenente Coronel                                                                                      | Tenente Coronel | Artilharia | Manoel Ferreira das Neves Junior | 1896   | 1897       |
| 4     | Major                                                                                                | Major           | Engenharia | João Teixeira Maia               | 1897   | 31/12/1897 |

| Ordem | Fotografia | Posto   | Arma       | Nome                          | Início                | Término               |
| ----- | --- | ------- | ---------- | ----------------------------- | --------------------- | --------------------- |
| 1     | Capitão de Infantaria João Carlos Toledo BORDINI - Comandante da ESA de 6 de novembro de 1920                   | Capitão | Infantaria | João Carlos Toledo Bordini    | 6 de novembro de 1920 |                       |
| 2     | Major | Major   |            | Augusto Hyppolito de Medeiros |                       |                       |
| 3     | Major | Major   | Infantaria | Outubrino Pinto Nogueira      | 1923                  | 1923                  |
| 4     | Major de Infantaria Antonio Pyrineus de Souza - Comandante da ESI de 1930 a 1 de novembro de 1930               | Major   | Infantaria | Antonio Pyrineus de Souza     | 1930                  | 1 de novembro de 1930 |
| 5     | Capitão de Infantaria Odílio DENYS                                                                              | Major   | Infantaria | Odílio Denys                  | 1 de novembro de 1930 | 8/1931                |
| 6     | Major | Major   | Infantaria | Napoleão Costa                |                       | 20 de janeiro de 1931 |
| 7     | Capitão de Infantaria Tristão de Alencar Araripe Comandante da ESI de 20 de janeiro de 1931 a fevereiro de 1934 | Capitão | Infantaria | Tristão de Alencar Araripe    | 20 de janeiro de 1931 | fevereiro de 1934     |

| Ordem | Ordem               | Fotografia | Posto              | Arma                                | Nome                                | Início                  | Término                 |
| ----- | ------------------- | --- | ------------------ | ----------------------------------- | ----------------------------------- | ----------------------- | ----------------------- |
|       | Oficiais Superiores | |                    |                                     |                                     |                         |                         |
| 1     | 1                   | Tenente Coronel Infantaria Miguel Cardoso - Comandante da ESA de 4 de janeiro de 1946 de 11 de outubro de 1947                                        | Tenente Coronel    | Infantaria                          | Miguel Cardoso                      | 4 de janeiro de 1946    | 11 de outubro de 1947   |
| 2     | 2                   | Coronel Infantaria Miguel Lages Sayão Comandante da ESA de 11 de outubro de 1947 a 28 de agosto de 1952                                               | Coronel            | Infantaria                          | Miguel Lages Sayão                  | 11 de outubro de 1947   | 28 de agosto de 1952    |
| 3     | 3                   | Coronel Artilharia Moacyr Araujo Lopes Comadante da ESA de 2 de outubro de 1952 a 2 de dezembro de 1954                                               | Coronel            | Artilharia                          | Moacyr Araujo Lopes                 | 2 de outubro de 1952    | 2 de dezembro de 1954   |
| 4     | 4                   | Coronel Artilharia Ramiro Gorreta Junior Comandante da ESA de 2 de dezembro de 1954 a 6 de novembro de 1957                                           | Coronel            | Artilharia                          | Ramiro Gorreta Junior               | 2 de dezembro de 1954   | 6 de novembro de 1957   |
| 5     | 5                   | Coronel Infantaria Agenor Monte - Comandante da ESA de 6 de novembro de 1957 a 18 de abril de 1960                                                    | Coronel            | Infantaria                          | Agenor Monte                        | 6 de novembro de 1957   | 18 de abril de 1960     |
| 6     | 6                   | Coronel Infantaria Evandro Conceição Del Corona Comandante da ESA de 5 de maio de 1960 a 25 de setembro de 1961                                       | Coronel            | Infantaria                          | Evandro Conceição Del Corona        | 5 de maio de 1960       | 25 de setembro de 1961  |
| 7     | 7                   | Coronel Cavalaria Gilberto Pessanha-Comandante da ESA de 25 de setembro de 1961 a 25 de abril de 1964                                                 | Coronel            | Cavalaria                           | Gilberto Pessanha                   | 25 de setembro de 1961  | 25 de abril de 1964     |
| 8     | 8                   | Coronel de Infantaria Edgard Catunda Gondin - Comandante da ESA de 25 de abril de 1964 a 21 de junho de 1666                                          | Coronel            | Infantaria                          | Edgard Catunda Gondin               | 25 de abril de 1964     | 21 de junho de 1966     |
| 9     | 9                   | Coronel Artilharia Geraldo Magarinos de Souza Leão Comandante da ESA de 21 de junho de 1966 a 15 de maio de 1969                                      | Coronel            | Artilharia                          | Geraldo Magarinos de Souza Leão     | 21 de junho de 1966     | 15 de maio de 1969      |
| 10    | 10                  | Coronel de Artilharia José Ferreira Dias - Comandante da ESA de 14 de maio de 1969 a 11 de janeiro de 1972                                            | Coronel            | Artilharia                          | José Ferreira Dias                  | 14 de maio de 1969      | 11 de janeiro de 1972   |
| 11    | 11                  | Coronel Infantaria Renato Neves Gonçalves Pereira-Comandante da ESA de 11 de janeiro de 1972 a 10 de agosto de 1973                                   | Coronel            | Infantaria                          | Renato Neves Gonçalves Pereira      | 11 de janeiro de 1972   | 10 de agosto de 1973    |
| 12    | 12                  | Coronel Cavalaria Nilson Vieira Ferreira de Mello-Comandante da ESA de 10 de agosto de 1973 a 15 de julho de 1975                                     | Coronel            | Cavalaria                           | Nilson Vieira Ferreira de Mello     | 10 de agosto de 1973    | 15 de julho de 1975     |
| 13    | 13                  | Coronel de Cavalaria Clovis Jacy Burmann-Comandante da ESA de 15 de julho de 1975 a 27 de janeiro de 1978                                             | Coronel            | Cavalaria                           | Clovis Jacy Burmann                 | 15 de julho de 1975     | 27 de janeiro de 1978   |
| 14    | 14                  | Coronel de Cavalaria Iv Henrique Sá e Guimarães-Comandante da ESA de 27 de janeiro de 1978 a 28 de janeiro de 1980                                    | Coronel            | Cavalaria                           | Iv Henrique Sá e Guimarães          | 27 de janeiro de 1978   | 28 de janeiro de 1980   |
| 15    | 15                  | Coronel de Infantaria Waldstein Iran Kümmel-Comandante da ESA de 28 de janeiro de 1980 a 14 de janeiro de 1983                                        | Coronel            | Infantaria                          | Waldstein Iran Kümmel               | 28 de janeiro de 1980   | 14 de janeiro de 1983   |
| 16    | 16                  | Coronel de Infantaria José Siqueira Silva-Comandante da ESA de 14 de janeiro de 1983 a 11 de janeiro de 1985                                          | Coronel            | Infantaria                          | José Siqueira Silva                 | 14 de janeiro de 1983   | 11 de janeiro de 1985   |
| 17    | 17                  | Coronel de Artilharia Mário Jorge Iglesias Vallim-Comandante da ESA de 11 de janeiro de 1985 a 29 de janeiro de 1987                                  | Coronel            | Artilharia                          | Mário Jorge Iglesias Vallim         | 11 de janeiro de 1985   | 29 de janeiro de 1987   |
| 18    | 18                  | Coronel Infantaria Reynaldo Paim Sampaio Comandante da ESA de 29 de janeiro de 1987 a 3 de fevereiro de 1989                                          | Coronel            | Infantaria                          | Reynaldo Paim Sampaio               | 29 de janeiro de 1987   | 3 de fevereiro de 1989  |
| 19    | 19                  | Coronel de Artilharia Roberto Luiz Calheiros de Cerqueira Comandante da ESA de 3 de fevereiro de 1989 a 1 de fevereiro de 1991                        | Coronel            | Artilharia                          | Roberto Luiz Calheiros de Cerqueira | 3 de fevereiro de 1989  | 1 de fevereiro de 1991  |
| 20    | 20                  | Coronel Infantaria José Carlos Codevila Pinheiro-Comandante da ESA de 1 de fevereiro de 1991 a 29 de janeiro de 1993                                  | Coronel            | Infantaria                          | José Carlos Codevila Pinheiro       | 1 de fevereiro de 1991  | 29 de janeiro de 1993   |
|       | Oficiais Generais   | |                    |                                     |                                     |                         |                         |
| 21    | 1                   | General de Brigada Oacyr Pizzotti Minervino-Comandante da ESA de 29 de janeiro de 1993 a 27 de janeiro de 1994                                        | General de Brigada | Oacyr Pizzotti Minervino            | Oacyr Pizzotti Minervino            | 29 de janeiro de 1993   | 27 de janeiro de 1994   |
| 22    | 2                   | General de Brigada Eden Lucas Pereira Comandante da ESA de 27 de janeiro de 1994 a 19 de janeiro de 1995.png                                          | General de Brigada | Eden Lucas Pereira                  | Eden Lucas Pereira                  | 27 de janeiro de 1994   | 19 de janeiro de 1995   |
| 23    | 3                   | General de Brigada Sérgio Pedro Coelho Lima - 23º Comandante da ESA de 19 de janeiro de 1995 a 7 de março de 1997                                     | General de Brigada | Sérgio Pedro Coelho Lima            | Sérgio Pedro Coelho Lima            | 19 de janeiro de 1995   | 7 de março de 1997      |
| 24    | 4                   | General de Brigada | General de Brigada | Marco Antonio Tilscher Saraiva      | Marco Antonio Tilscher Saraiva      | 7 de março de 1997      | 26 de março de 1999     |
| 25    | 5                   | General de Brigada Jarbas Bueno da Costa Comandante da ESA 26 de março de 1999 a 30 de janeiro de 2001                                                | General de Brigada | Jarbas Bueno da Costa               | Jarbas Bueno da Costa               | 26 de março de 1999     | 30 de janeiro de 2001   |
| 26    | 6                   | General de Brigada Ubiratan Pereira Pillar 26º Comandante da ESA de 30 de janeiro de 2001 a 14 de fevereiro de 2003                                   | General de Brigada | Ubiratan Pereira Pillar             | Ubiratan Pereira Pillar             | 30 de janeiro de 2001   | 14 de fevereiro de 2003 |
| 27    | 7                   | General de Brigada José de Oliveira Sousa - 27º Comandante da Escola de Sargentos das Armas - ESA de 14 de fevereiro de 2003 a 14 de dezembro de 2004 | General de Brigada | José de Oliveira Sousa              | José de Oliveira Sousa              | 14 de fevereiro de 2003 | 14 de dezembro de 2004  |
| 28    | 8                   | General de Brigada Araken de Albuquerque - 28º Comandante da Escola de Sargentos das Armas de 14 de dezembro de 2004 a 5 de dezembro de 2007          | General de Brigada | Araken de Albuquerque               | Araken de Albuquerque               | 14 de dezembro de 2004  | 5 de dezembro de 2007   |
| 29    | 9                   | General de Brigada Celso José Tiago - 29º Comandante da ESA de 5 de dezembro de 2007 a 2 de dezembro de 2009                                          | General de Brigada | Celso José Tiago                    | Celso José Tiago                    | 5 de dezembro de 2007   | 2 de dezembro de 2009   |
| 30    | 10                  | General de Brigada Fernando Vasconcellos Pereira - 30º Comandante da ESA de 2 de dezembro de 2009 a 13 de dezembro de 2011                            | General de Brigada | Fernando Vasconcellos Pereira       | Fernando Vasconcellos Pereira       | 2 de dezembro de 2009   | 13 de dezembro de 2011  |
| 31    | 11                  | General de Brigada Luiz Carlos Pereira Gomes - 31º Comandante da ESA de 13 de dezembro de 2011 a 25 de abril de 2014                                  | General de Divisão | Luiz Carlos Pereira Gomes           | Luiz Carlos Pereira Gomes           | 13 de dezembro de 2011  | 25 de abril de 2014     |
| 32    | 12                  | General de Brigada Marcos André da Silva Alvim - 32º Comandante da ESA de 25 de abril de 2014 a 17 de dezembro de 2015                                | General de Brigada | Marcos André da Silva Alvim         | Marcos André da Silva Alvim         | 25 de abril de 2014     | 17 de dezembro de 2015  |
| 33    | 13                  | General de Brigada Vinicius Ferreira Martinelli - 33º Comandante da ESA de 17 de dezembro de 2015 a 15 de dezembro de 2017                            | General de Brigada | Vinicius Ferreira Martinelli        | Vinicius Ferreira Martinelli        | 17 de dezembro de 2015  | 15 de dezembro de 2017  |
| 34    | 14                  | General de Brigada Adilson Giovani Quint - Comandante da ESA 15 de dezembro de 2017 a 30 de agosto de 2019                                            | General de Brigada | Adilson Giovani Quint               | Adilson Giovani Quint               | 15 de dezembro de 2017  | 30 de agosto de 2019    |
| 35    | 15                  | General de Brigada Flavio Alvarenga Filho Comandante da ESA 30 de agosto de 2019 a 23 de setembro de 2021                                             | General de Brigada | Flavio Alvarenga Filho              | Flavio Alvarenga Filho              | 30 de agosto de 2019    | 23 de setembro de 2021  |
| 36    | 16                  | General de Brigada REINALDO SALGADO BEATO | General de Divisão | Reinaldo Salgado Beato              | Reinaldo Salgado Beato              | 23 de setembro de 2021  | 24 de janeiro de 2024   |
| 37    | 17                  | | General de Brigada | Carlos Marcelo Teixeira Costa       | Carlos Marcelo Teixeira Costa       | 24 de janeiro de 2024   | 30 de julho de 2025     |
| 38    | 18                  | | General de Brigada | Ronald Alexandre Mandin de Oliveira | Ronald Alexandre Mandin de Oliveira | 30 de julho de 2025     | Atual                   |

## Ex-alunos ilustres
- Antonio Elbano Cambraia -  economista, professor universitário e político brasileiro.[166]
- Jarbas Bueno da Costa -  General de Exército R/1, 1º  colocado no CFS ESA (1959),[167] Primeiro colocado no Curso de Formação de Oficiais da Academia Militar das Agulhas Negras (1968) e Primeiro lugar no Curso de Aperfeiçoamento de Oficiais na Escola de Aperfeiçoamento de Oficiais, em 1978.[168][169]
- João Carlos de Oliveira, o "João do Pulo" - ex-recordista mundial do salto triplo, medalhista olímpico e tetracampeão pan-americano no triplo e no salto em distância.
- Jorge Alberto Duardes Boabaid - General de brigada R/1 (CFS ESA 1968).[170][171]
- Ribamar Juvino Bandeira Capitão R/1 - Tetracampeão mundial individual de Pentatlo Militar, 5 vezes campeão mundial por equipe em 1985, 1987, 1990, 1991 e 1994, 8 vezes campeão sul-americano individual, 20 vezes campeão brasileiro por equipe[172]
- Sirio Sebastião Fröhlich - escritor, autor de “Longa Jornada - com a FEB na Itália", "Vozes da Guerra" e "Azul da Paz – BRAENGCOY – Construindo a Paz no Haiti".
- Hélio Fernando Barbosa Lopes - político brasileiro[173]